# Battaglia di Borodino
La battaglia di Borodino, conosciuta nella storiografia francese come battaglia della Moscova (7 settembre 1812), fu combattuta durante la campagna di Russia e fu una delle più grandi e sanguinose battaglie delle guerre napoleoniche; coinvolse oltre 250000 soldati delle due parti, con la perdita, tra morti e feriti, di circa 80000 uomini. Napoleone la definì "la più terribile delle mie battaglie".
Venne combattuta tra la Grande Armata di Napoleone e l'esercito russo guidato dal generale Michail Kutuzov vicino al villaggio di Borodino. L'imperatore francese, desideroso di vincere una grande battaglia decisiva per concludere rapidamente la campagna di Russia, adottò una tattica di attacco frontale che costò gravi perdite alle proprie truppe, contro le forze russe organizzate su posizioni difensive; dopo una lotta durata molte ore, i francesi, grazie soprattutto al fuoco devastante della loro artiglieria concentrata, riuscirono a conquistare le fortificazioni del nemico che, tuttavia, ripiegò con ordine su posizioni più arretrate.
Nel momento culminante, Napoleone aveva rifiutato di impiegare la Guardia imperiale. Il giorno seguente il maresciallo Kutuzov decise, a causa delle elevatissime perdite subite, di abbandonare il campo di battaglia e continuare la ritirata verso Mosca. Napoleone poté quindi entrare con il suo esercito nella antica capitale russa ma, non essendo riuscito a distruggere l'armata nemica né a scuoterne il morale e la volontà combattiva, non raggiunse un successo decisivo.
Nel tempo la battaglia di Borodino, che dal punto di vista militare fu una vittoria di Napoleone, è stata trasformata dalla letteratura e dalla storiografia russa, soprattutto a partire dall'interpretazione di Lev Tolstoj, in un simbolo della vittoriosa "guerra patriottica" contro l'invasore e della tenacia e dell'incrollabile capacità di resistenza dell'esercito e della nazione russa.

## Campagna di Russia

### Avanzata della Grande Armata
Nella seconda metà del mese di agosto 1812 Napoleone, dopo il fallimento delle sue ambiziose manovre di annientamento a Vilnius, a Vicebsk e a Smolensk, che non si erano concluse con la distruzione dell'esercito russo come progettato dall'imperatore, si trovava in una fase difficile e incerta della campagna di Russia. La Grande Armata si stava indebolendo con impressionante rapidità e la massa di manovra principale sotto il controllo diretto di Napoleone si era ridotta, dopo la battaglia di Smolensk e il distacco del II e VI corpo d'armata a nord, a circa 160000 soldati. Le difficoltà della campagna erano sempre più evidenti; la strategia napoleonica aveva mostrato i suoi punti deboli nelle estese e desolate terre dell'est; le truppe non potevano essere vettovagliate a sufficienza per carenza di mezzi e non potevano sfruttare le risorse locali che erano modeste o erano state già distrutte in precedenza dai russi; l'estate torrida che aveva sfibrato i soldati durante le lunghe marce forzate. I russi evitavano la battaglia campale, e sembravano decisi a logorare lentamente l'invasore grazie al clima, al terreno e alle distanze.

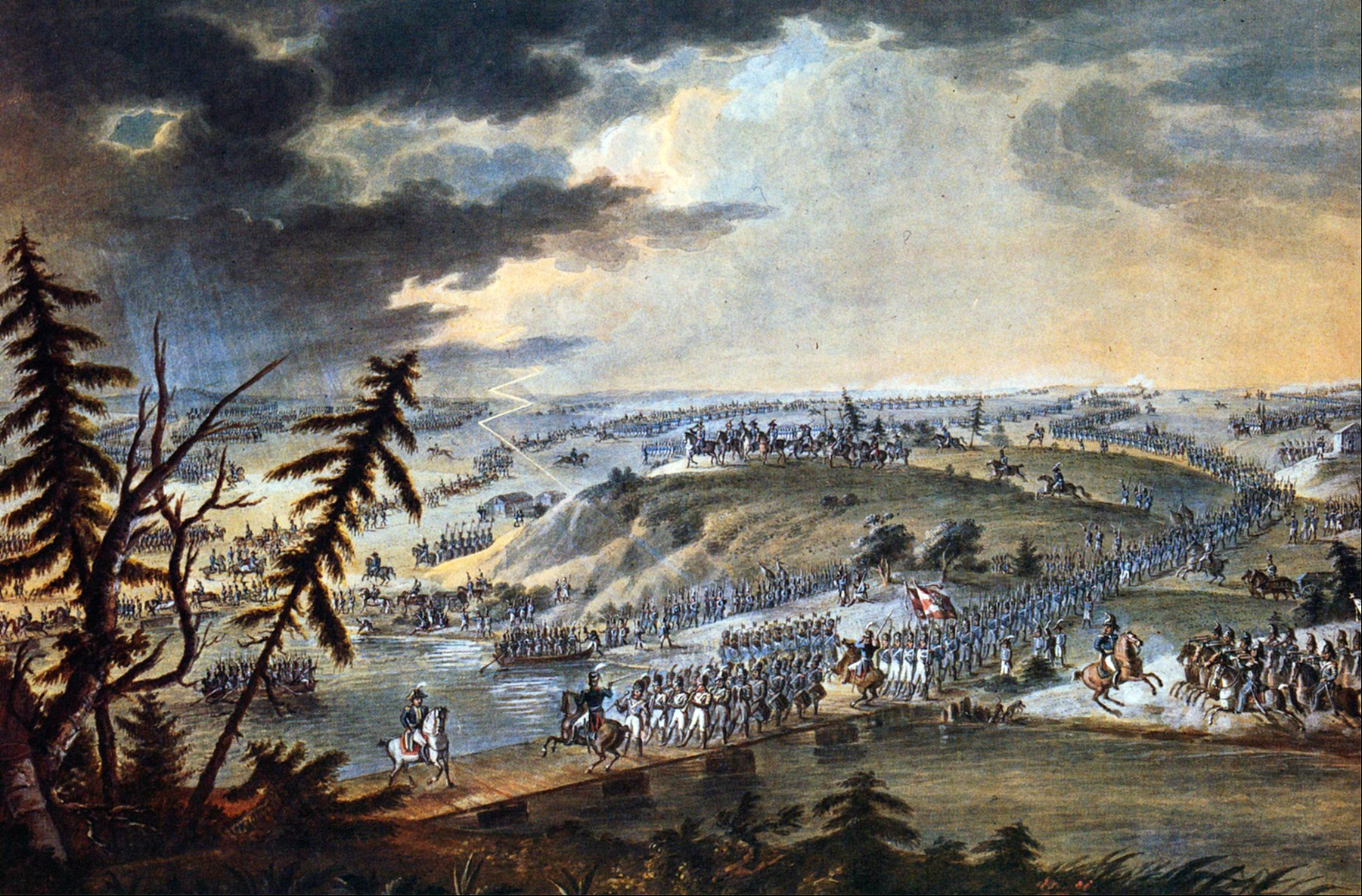
La Grande Armata attraversa il Niemen, dando inizio alla campagna di Russia.

I principali collaboratori di Napoleone consigliavano da tempo all'imperatore di arrestare la campagna e porre i quartieri d'inverno a Smolensk o a Vicebsk. Napoleone riconosceva i pericoli della situazione ma considerava anche le pericolose conseguenze politiche di una sua lunga assenza dalla Francia, isolato nel cuore della Russia. Gli alleati tedeschi avrebbero potuto defezionare alle sue spalle, la sua posizione sarebbe potuta divenire meno solida in patria dove il suo prestigio personale, in caso di mancata vittoria, avrebbe potuto subire un grave colpo. Considerando l'insieme di questi fattori e soprattutto essendo convinto che una marcia sulla "città santa" di Mosca avrebbe inferto un colpo decisivo alla capacità di resistenza del nemico ed alla risolutezza dello zar Alessandro, egli decise, dopo una settimana di sosta, di lasciare Smolensk e riprendere l'avanzata verso est.
L'avanguardia dell'armata, costituita dalle cinque divisioni del I corpo d'armata del maresciallo Louis Nicolas Davout e dalla cavalleria del generale Louis-Pierre Montbrun, avanzava sotto il comando superiore di Joachim Murat; i rapporti tra il re di Napoli e il maresciallo Davout non erano buoni e violenti contrasti tra i due intralciarono la marcia; dopo un confuso scontro con la retroguardia russa, i francesi raggiunsero la città di Dorogobuž, abbandonata e incendiata dal nemico, il 24 agosto. Napoleone decise di ripartire subito con l'armata divisa in tre colonne: al centro, davanti all'imperatore, avanzava Murat con il corpo del maresciallo Davout e dietro il corpo d'armata del maresciallo Michel Ney, sulla sinistra era il IV corpo del principe Eugenio di Beauharnais, sulla destra marciavano i polacchi del principe Józef Antoni Poniatowski.
L'esercito russo continuava a ripiegare; le truppe mantenevano la coesione e la disciplina e la ritirata si svolgeva in modo ordinato; la retroguardia, comandata dal generale Pëtr Konovnicyn, svolse con abilità il compito di copertura e riuscì a rallentare l'avanzata nemica dando tempo al grosso dell'esercito di salvare i materiali e gli equipaggiamenti. In realtà forti contrasti erano presenti all'interno del comando russo; in particolare il generale Michael Barclay de Tolly, comandante di fatto dell'esercito, era esposto a dure critiche per la sua tattica di attesa, considerata rinunciataria e umiliante; il generale Pëtr Bagration e molti altri ufficiali polemizzavano con il generale di origine tedesca e auspicavano una grande battaglia campale per fermare finalmente l'invasione; anche tra le truppe si diffondeva il malumore e lo scontento per l'abbandono delle terre della Russia profonda, i soldati chiedevano di battersi.

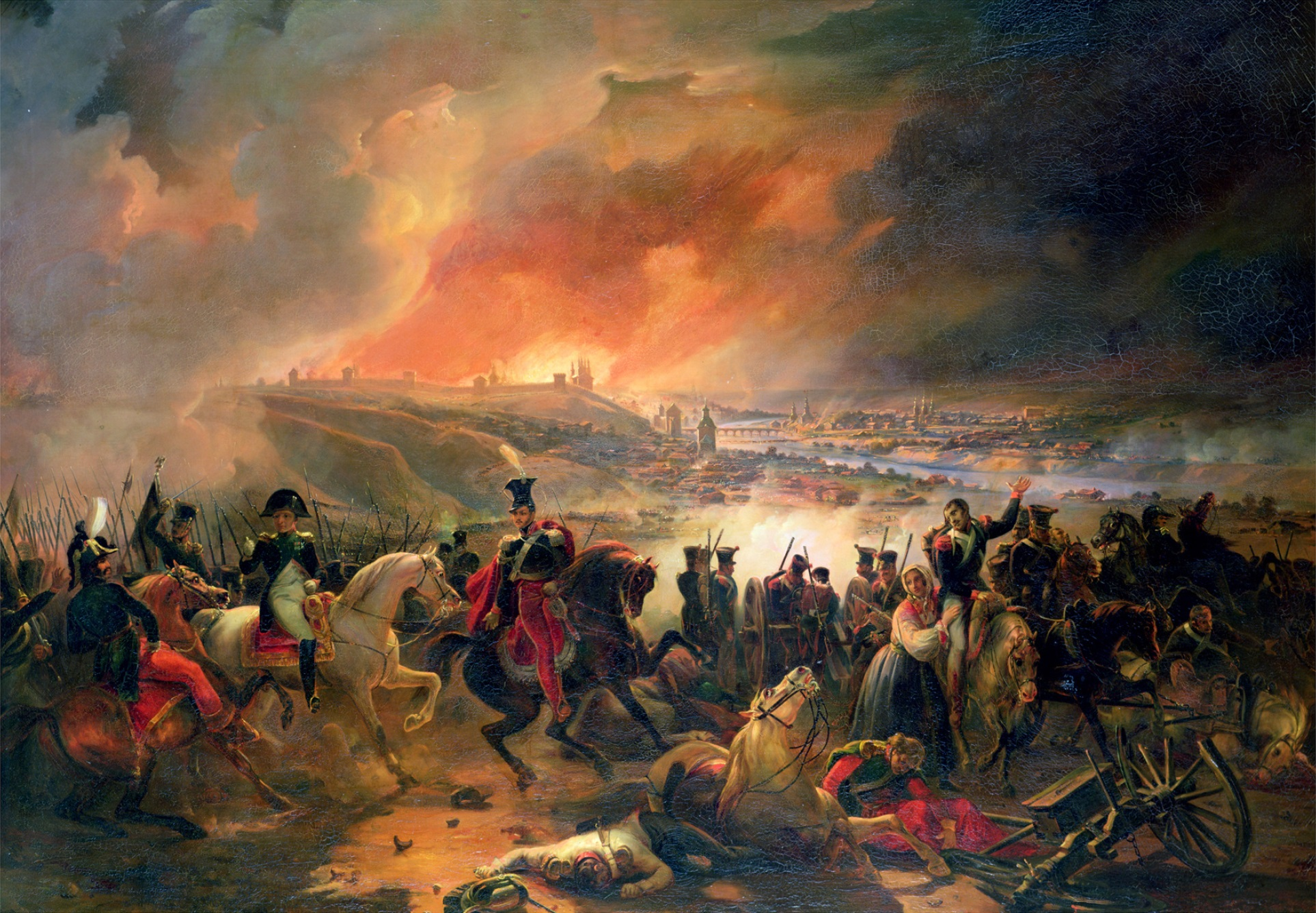
Napoleone alla battaglia di Smolensk.

A San Pietroburgo lo zar Alessandro doveva fronteggiare un grave malcontento popolare a causa della ritirata e dell'abbandono delle antiche città russe; la nobiltà e gli emigrati premevano per affrontare Napoleone in campo aperto. Alessandro preferì aderire alle pressioni esterne e decise il 20 agosto 1812 di nominare comandante supremo dell'esercito l'anziano, esperto e prestigioso generale Michail Kutuzov. Costui, prudente e accorto, accentuò subito il carattere religioso e nazionale della resistenza contro l'invasore. In realtà Kutuzov non era molto apprezzato dallo zar e anche alcuni generali lo consideravano ormai vecchio e stanco; Alessandro gli affiancò come capo di stato maggiore il generale Levin von Bennigsen per controllarlo. Il generale Kutuzov, che era popolare tra le truppe, raggiunse l'esercito il 29 agosto; egli probabilmente avrebbe preferito continuare una tattica prudente e attendere un ulteriore logoramento dell'invasore, ma accettò di piegarsi alle richieste dei generali, della nobiltà e del popolo decidendo di affrontare una grande battaglia difensiva davanti a Mosca per proteggere l'antica capitale.
Nel frattempo la ritirata continuava; le retroguardie russe del generale Konovnicyn rallentavano e intralciavano metodicamente le truppe di cavalleria di Murat che controllava anche il I corpo del maresciallo Davout; i metodi del re di Napoli erano aspramente criticati dal maresciallo e tra i due sorgevano continue dispute. Napoleone in generale appoggiava la temerarietà di Murat ed era ansioso di affrettare la marcia; decise di togliere la divisione del generale Jean Dominique Compans al I corpo e assegnarla direttamente al re di Napoli. Il 28 agosto, l'armata raggiunse e occupò Vjaz'ma, che i russi avevano già incendiato e distrutto; il 1º settembre i francesi entrarono a Gžansk.
Le notizie portate da un informatore, combinate all'interrogatorio di prigionieri russi, permisero a Napoleone di venire a conoscenza della sostituzione del comandante in capo russo e dell'intenzione del nemico di fermarsi a combattere una grande battaglia campale davanti a Mosca; l'imperatore fu contento di queste notizie, annunciò ai suoi soldati la prossima battaglia e concesse due giorni di riposo per riorganizzare le truppe e portare avanti materiali e munizioni.

### Ultimi movimenti e battaglia di Ševardino
Il 4 settembre 1812 la Grande Armata riprese l'avanzata preceduta dall'avanguardia di cavalleria di Murat; reparti di cosacchi ostacolarono la marcia ma furono rapidamente dispersi dalle truppe del re di Napoli che ben presto incontrarono, davanti al villaggio di Gredneva, lungo la strada nuova di Smolensk, lo sbarramento russo organizzato dalla retroguardia comandata dal generale Konovnicyn. Si accese un grosso scontro e i russi sostennero i primi assalti francesi delle truppe di Murat, mentre i cosacchi del generale Matvei Platov contennero le cariche dei cacciatori a cavallo italiani; con l'arrivo sul fianco destro dei russi dei reparti del IV corpo d'armata del principe Eugenio la situazione del generale Konovnicyn divenne critica ed egli dovette ripiegare. I russi non riuscirono a difendere i villaggi di Kolockoj e Golovino e, aggirati sui fianchi, continuarono a ritirarsi inseguiti dai francesi. Il 5 settembre il grosso della Grande Armata, avanzando a nord e a sud della strada maestra, sbucò sulla pianura a est di Golovino e raggiunse finalmente il terreno su cui il generale Kutuzov aveva deciso di combattere la battaglia in difesa di Mosca. La posizione era stata scelta su proposta del capo di stato maggiore russo, generale Bennigsen, che aveva convinto il generale Kutuzov, grazie anche al consenso del generale Karl von Toll. Napoleone raggiunse ben presto un'altura e poté osservare la pianura che si estendeva verso est e valutarne le caratteristiche.

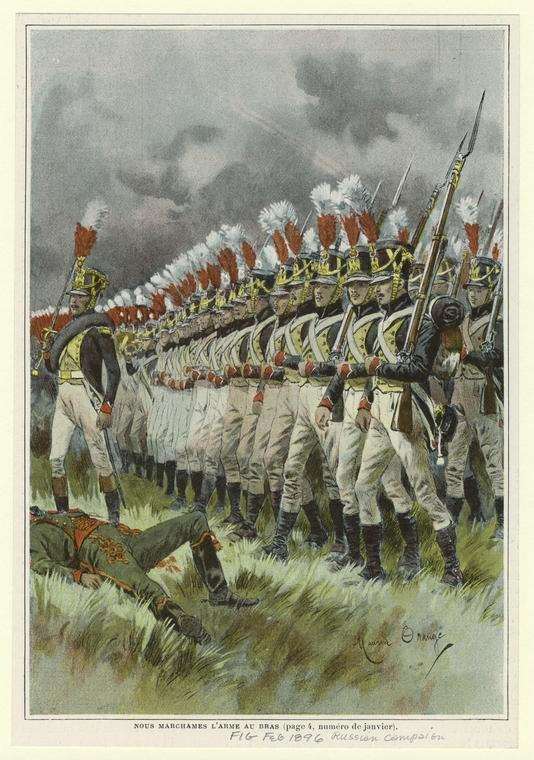
La fanteria di linea francese.

Studiando le caratteristiche orografiche del terreno, l'imperatore ritenne che i russi fossero fortemente protetti sul fianco destro dal fiume Koloča, affluente della Moscova, e dalle colline sulla riva meridionale, e che invece l'ala sinistra nemica, a sud del fiume, fosse vulnerabile. La presenza di una fortificazione russa, individuata dalle avanguardie francesi a Ševardino, villaggio posto su una modesta collina a nord della strada vecchia di Smolensk, sembrò confermare le valutazioni tattiche di Napoleone: il terreno sul fianco sinistro russo era favorevole ad un attacco in forze francese ed il nemico stava costruendo trinceramenti proprio per rafforzare questo settore esposto del suo schieramento. Napoleone diede quindi subito ordine di attaccare il ridotto che appariva troppo isolato sull'ala sinistra russa e che poteva costituire una favorevole base di partenza per l'assalto generale.

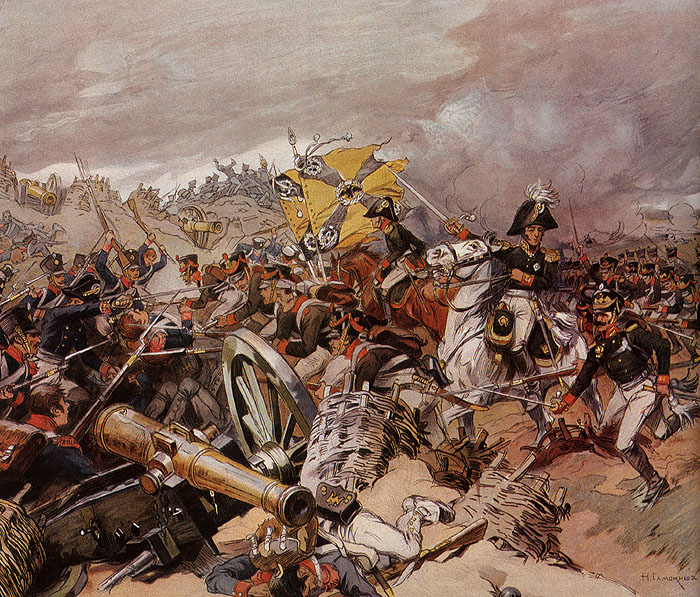
Gli scontri nel ridotto di Ševardino.

Il generale Kutuzov aveva rafforzato il ridotto di Ševardino con una batteria di dodici cannoni e le truppe di fanteria del generale Andrej Gorčakov e intendeva difendere la posizione per guadagnare tempo per rinforzare il suo schieramento soprattutto nell'ala sinistra. In realtà rimane non del tutto chiaro se la ridotta costituisse il vero fianco sinistro del fronte russo come previsto in origine, come riteneva Lev Tolstoj, o se venisse considerata solo un avamposto da difendere ad oltranza in attesa del completamento delle fortificazioni più arretrate. È possibile che i comandi russi siano stati colti di sorpresa dalla decisione di Napoleone di spostare tutto il campo di battaglia principale sull'ala meridionale e dall'avanzata francese a sud della strada nuova di Smolensk, che quindi la ridotta fosse parte fondamentale delle linee principali e che la sua prematura caduta abbia sconvolto il piano generale del maresciallo Kutuzov.
L'esercito francese quindi, secondo gli ordini di Napoleone, marciò subito in avanti il 5 settembre su ampio fronte sia a nord che a sud della strada maestra con le truppe del principe Eugenio sulla sinistra, il V corpo del principe Józef Antoni Poniatowski sulla destra ed al centro, contro il ridotto di Ševardino, Murat con la cavalleria e la divisione del generale Jean Dominique Compans; le avanguardie russe furono respinte e il terreno occupato, la battaglia si accese invece violenta a Ševardino che i russi difesero con valore e ostinazione.
L'attacco francese venne sferrato dal generale Compans che, dopo aver schierato la sua artiglieria su alcuni rilievi del terreno, prese d'assalto il ridotto con la fanteria in colonne; il 61º reggimento di linea conquistò la fortificazione, ma i russi non rinunciarono alla lotta, contrattaccarono subito e ripresero la posizione. Dopo tre tentativi e combattimenti molto duri, infine il 61º reggimento, pur fortemente provato dalle perdite, conquistò definitivamente il ridotto. La battaglia di Ševardino non era ancora finita, altri reparti russi si difesero nel vicino villaggio di Ševardino e nei boschi a sud; in questa fase presero parte agli scontri anche la divisione del generale Charles Antoine Morand che occupò il villaggio, alcuni reparti del principe Poniatowski che rastrellarono i boschi e la cavalleria di Murat; un reggimento di fanteria spagnolo respinse un ultimo assalto del nemico. I combattimenti di Ševardino durarono fino alla sera e costarono tra 5000 e 6000 perdite ai russi, che si batterono con grande coraggio e in grande maggioranza preferirono la morte alla resa; i francesi, che avevano perso 2000 uomini, occuparono un importante posizione strategica da cui attaccare le forze principali del maresciallo Kutuzov.

## La battaglia
(Frase pronunciata da Napoleone nella fase finale della battaglia dopo aver ascoltato i resoconti della resistenza della fanteria russa, immobile sotto il fuoco dell'artiglieria francese)

### Piani e preparativi

#### Schieramento dell'esercito russo

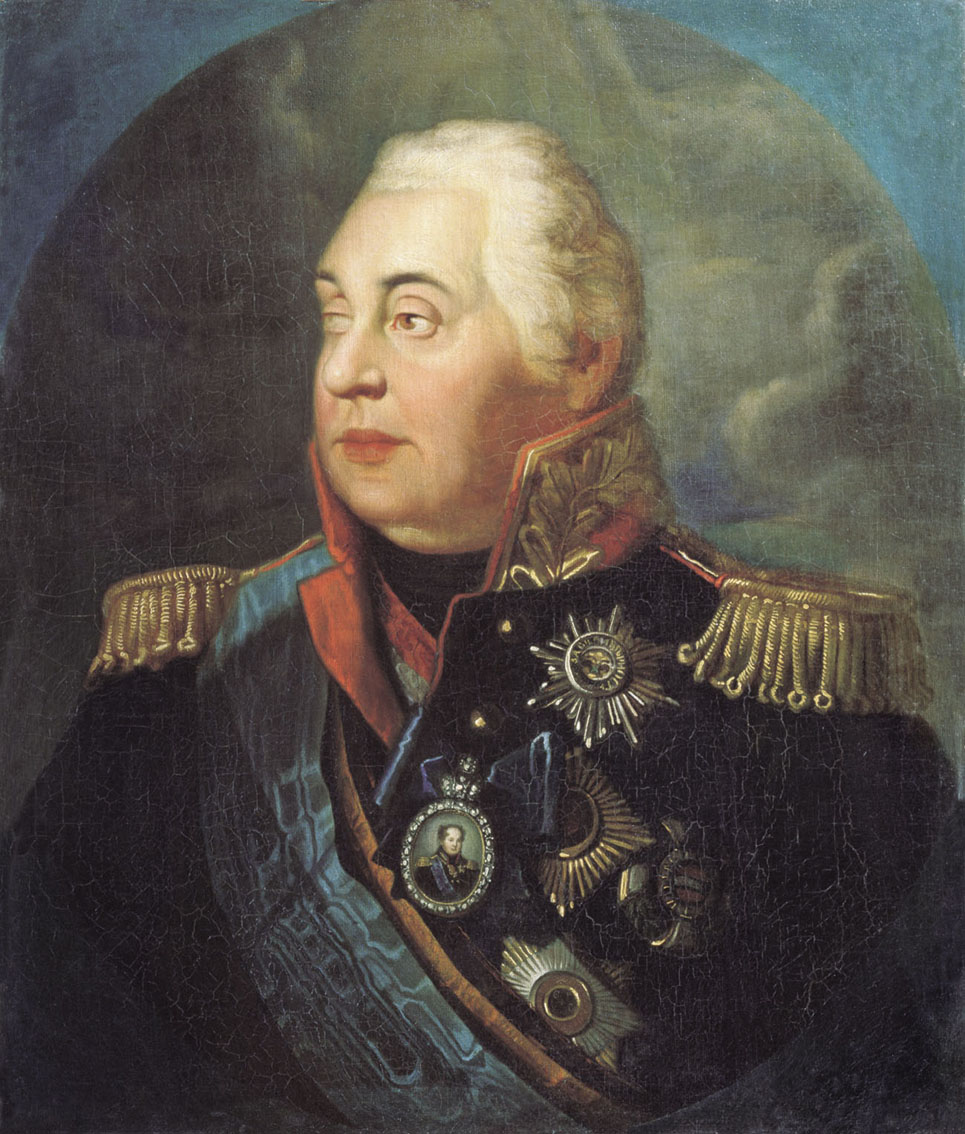
Il generale Michail Kutuzov, comandante in capo dell'esercito russo.

La posizione iniziale dell'esercito russo, teorizzata dagli strateghi militari, avrebbe previsto che il fianco sinistro della posizione russa avrebbe dovuto essere stato posto nei pressi della ridotta di Ševardino. Tuttavia all'indomani della battaglia un distaccamento francese aveva attaccato e conquistato la ridotta esponendo il fianco russo all'attacco nemico e costringendo l'esercito a cambiare schieramento. 
Anche dopo la perdita del ridotto di Ševardino, la posizione scelta dal generale Kutuzov appariva solida e si imperniava sulla copertura fornita dal corso della Moscova sul fianco destro e sul corso della Koloča che proteggeva le linee russe che sbarravano la strada nuova di Smolensk all'altezza del villaggio di Borodino; in realtà la posizione aveva un punto debole sull'ala sinistra che forse in origine avrebbe dovuto imperniarsi sulla posizione fortificata di Ševardino e che era aggirabile lungo la cosiddetta strada vecchia di Smolensk. Dietro il villaggio di Borodino si estendeva, a sud della Koloča una vasta area pianeggiante scoperta, favorevole alle tattiche francesi e all'impiego in massa dell'artiglieria.
Inizialmente lo schieramento previsto dal generale Kutuzov e dal suo principale collaboratore, il generale Karl von Toll, da Gorki sulla Koloča fino a Ševardino e poi, dopo la caduta di questa posizione, fino a Utiža, era molto esteso, misurando oltre otto chilometri, ma la dislocazione delle forze si sarebbe presto rivelata errata. Le fortificazioni più solide erano state costituite sul fianco destro a nord-est di Borodino dove evidentemente il comando russo si attendeva l'attacco lungo la strada nuova di Smolensk. In questo settore, che invece non sarebbe stato attaccato dai francesi, il generale Kutuzov, che organizzò il suo quartier generale a Gorki, aveva schierato la 1ª armata del generale Michail Barclay de Tolly con il 2º corpo d'armata del generale Karl Gustav von Baggovut, il 4º corpo del generale Aleksandr Ostermann-Tolstoj, un corpo di cavalleria regolare, e il corpo dei cosacchi del generale Platov. Napoleone invece, avendo lasciato solo deboli forze di copertura lungo la Koloča, poté concentrare la massa delle sue forze a sud del fiume in uno spazio ristretto di soli tre chilometri.

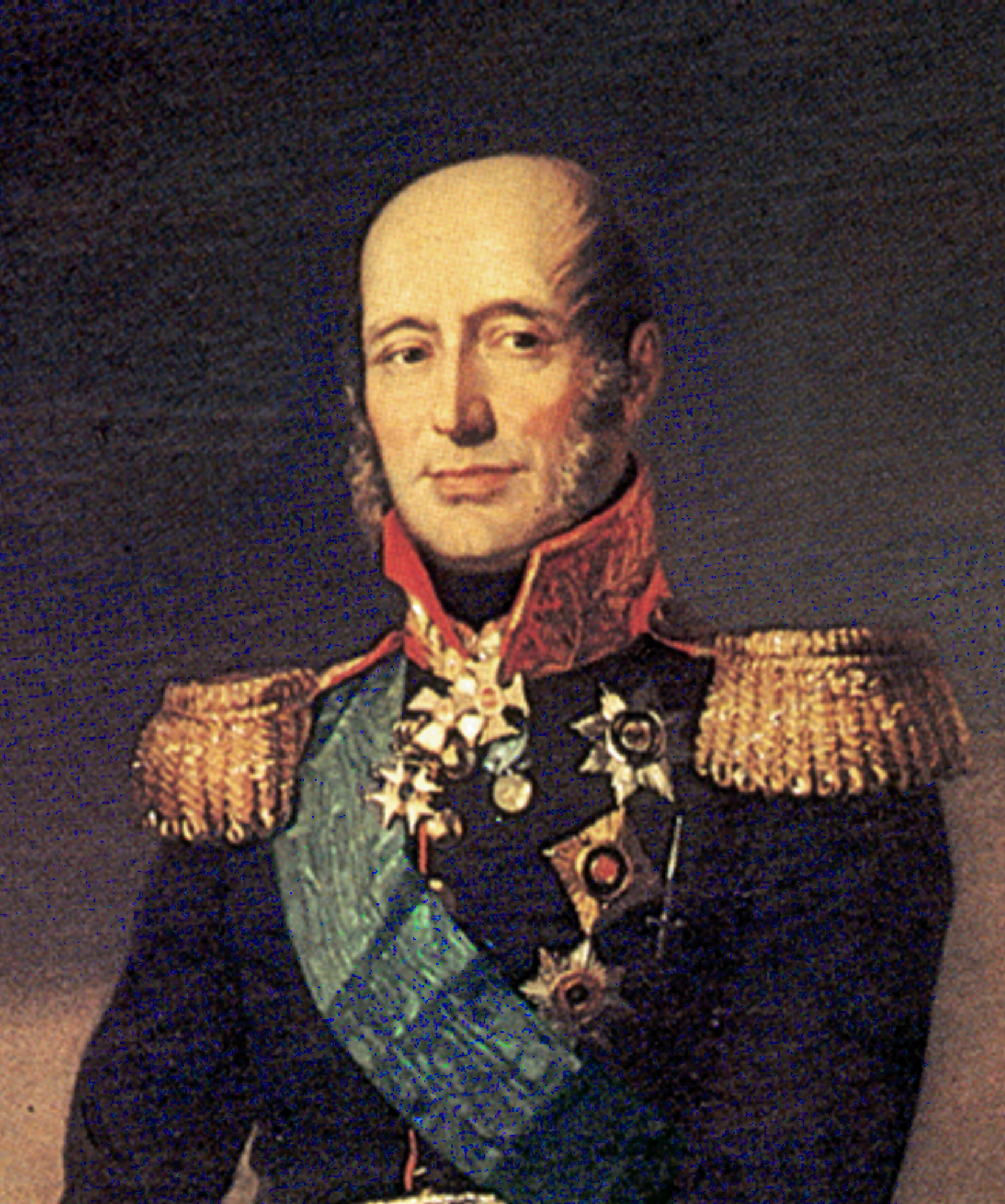
Il generale Michail Barclay de Tolly, comandante della 1ª armata russa.

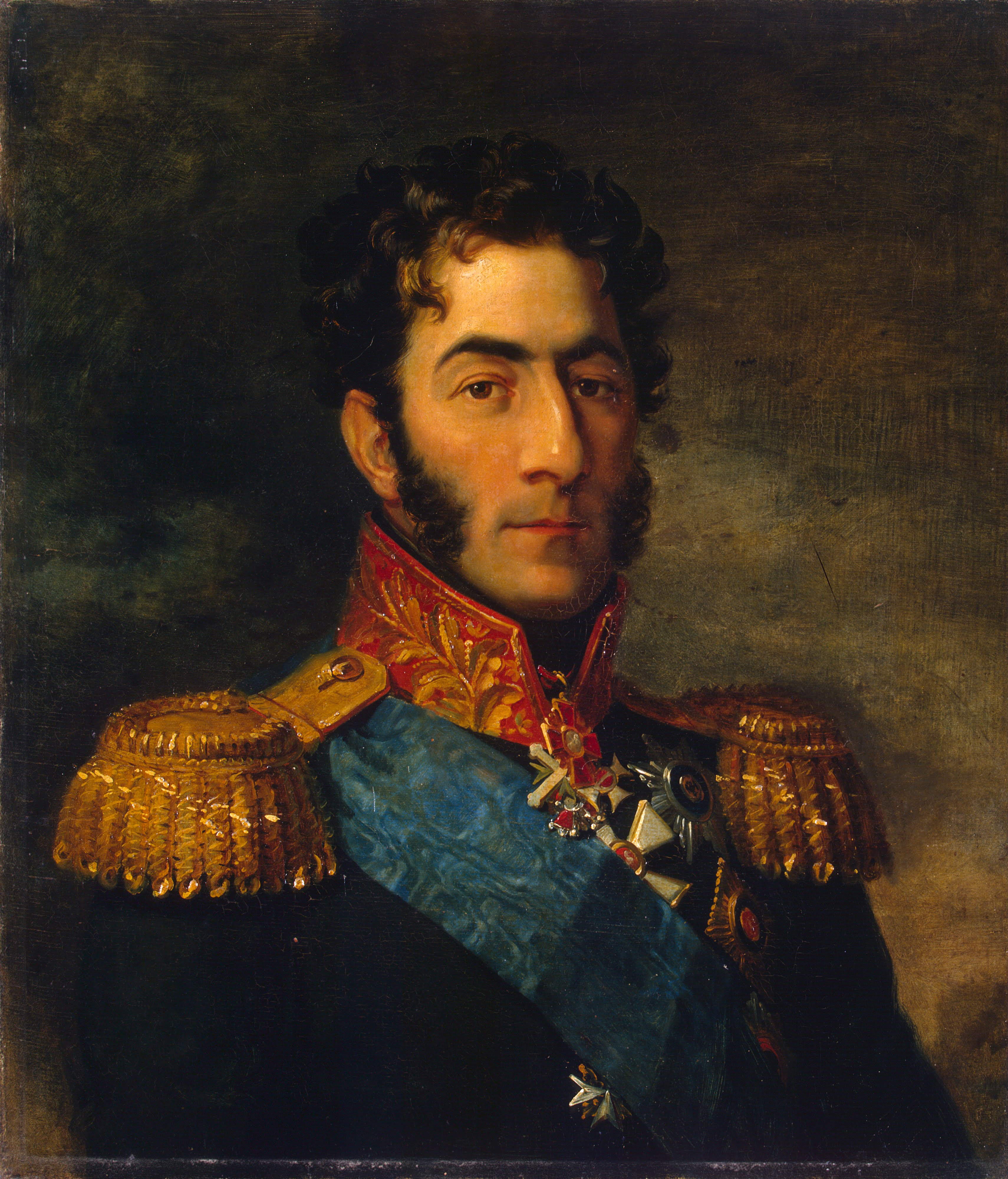
Il principe Pëtr Bagration, comandante della 2ª armata russa.

A sud di Borodino il comando russo aveva posizionato il 6º corpo del generale Dmitrij Dochturov, mentre sull'ala sinistra il generale Pëtr Bagration, comandante della 2ª armata, disponeva del 7º corpo del generale Nikolaj Raevskij e dell'8º corpo del generale Andrej Borozdin. Quindi, a causa della inattesa direzione dell'attacco francese lungo la strada vecchia di Smolensk, il comando russo si trovò nella necessità durante la battaglia di impiegare prematuramente una parte della riserva e di spostare frettolosamente le sue forze del fianco destro a sud per contenere gli attacchi francesi tra Borodino e Utiža. Il generale Kutuzov prima dell'inizio della battaglia decise di rafforzare il settore del villaggio e del bosco di Utiža, trasferendo nell'area il 3º corpo del generale Nikolaj Alekseevič Tučkov, ma il grosso dell'armata del generale Barclay rimase schierata a nord. Lev Tolstoj critica severamente le disposizioni iniziali del comando russo e afferma che le difese furono improvvisate all'ultimo momento dopo aver constatato che invece i francesi avanzavano in massa a sud della Koloča lungo la strada vecchia.
In realtà sembra che il generale Bagration, comandante della seconda armata russa, abbia rilevato la debolezza della posizione a sud del fiume, affidata dal generale Kutuzov alle sue truppe; quindi, dopo aver lasciato un forte presidio a Ševardino, l'esercito russo ripiegò ad angolo retto con l'ala sinistra per coprire la strada vecchia di Smolensk e occupare il terreno scoperto tra Borodino e il villaggio di Utiža. In questo modo durante la battaglia l'esercito russo si trovò progressivamente sempre più ammassato in uno spazio ristretto e privo di difese naturali sull'ala sinistra dove, quando divenne evidente la direzione dell'attacco francese, vennero concentrati gran parte dei corpi d'armata, comprese le riserve e le forze del generale Barclay trasferite dall'ala destra; oltre 90000 soldati furono distribuiti in un settore di pochi chilometri. Schierati in formazione serrata su sei o sette file, queste truppe furono sottoposte al continuo fuoco dell'artiglieria francese, i cui colpi erano anche favoriti dal terreno aspro e sassoso che facilitava i rimbalzi.
Il generale Kutuzov aveva previsto di rinforzare la sua posizione con fortificazioni campali che però inizialmente furono costruite, a partire dal 4 settembre, sull'ala destra, coperta dal Koloča, su cui si attendeva l'attacco; solo la vigilia della battaglia si intraprese la frettolosa organizzazione di postazioni difensive nel vulnerabile settore meridionale e vennero quindi costruite la cosiddetta "Grande Ridotta", a sud di Borodino, e le "frecce di Bagration", tra la ridotta e la strada vecchia di Smolensk. Nonostante i resoconti di parte francese, si trattava in realtà di fortificazioni deboli, solo parzialmente completate e con gravi carenze tattiche. Affidata all'opera del colonnello Ivan Liprandi, quartiermastro del 6º corpo d'armata, la "Grande Ridotta", dotata di un terrapieno piccolo e basso, era di modeste dimensioni e poteva ospitare solo diciotto cannoni e un battaglione di fanteria; il resto delle truppe e dell'artiglieria dovette schierarsi allo scoperto, il fossato scavato davanti al ridotto era assolutamente insufficiente.
Più a sud erano state costruite le "frecce di Bagration", tre terrapieni a forma di V, aperti posteriormente, deboli e mediocremente riparati con sbarramenti di terra; nelle retrovie dove si ammassarono le altre forze russe e le riserve del 5º corpo della Guardia imperiale del granduca Costantino, i soldati erano ancora a tiro dei cannoni pesanti francesi e, essendo privi di ripari naturali, rimasero per tutta la battaglia in piedi e a ranghi serrati sotto il fuoco. Anche i villaggi, costruiti in legno, furono di scarsa utilità per i difensori; i russi preferirono infatti distruggere il villaggio di Semenovskoe, situato subito a sud-est della "Grande Ridotta", per evitare che prendesse fuoco e divenisse una trappola per le truppe.
Alla vigilia della battaglia il morale dei soldati russi era elevato; le truppe, relativamente riposate, erano fortemente motivate dai richiami patriottici; alla vigilia il generale Kutuzov diramò un proclama efficace in cui esortava a difendere la Santa Russia e "le mogli e i figli", confidando nell'aiuto di Dio; l'icona della Vergine Nera di Smolensk venne portata in processione in mezzo ai soldati, esaltandone la religiosità patriottica. I francesi disprezzavano queste manifestazioni di credulità e di sottomissione; consideravano i russi primitivi, ignoranti, rozzi e idolatri, e parlavano di coraggio fanatico e irrazionale dei loro avversari.
Le forze russe dell'esercito campale erano state recentemente rafforzate da 13500 reclute del generale Michail Miloradovič, provenienti dai depositi, che furono distribuiti tra i reggimenti; nel complesso il generale Kutuzov disponeva di 125000 soldati e 624 cannoni, compresi i prestigiosi reggimenti della Guardia imperiale; erano presenti anche 31000 miliziani di Mosca e Smolensk che tuttavia, armati solo di picche e asce e non addestrati, non parteciparono alla battaglia.

#### Decisioni di Napoleone e schieramento francese

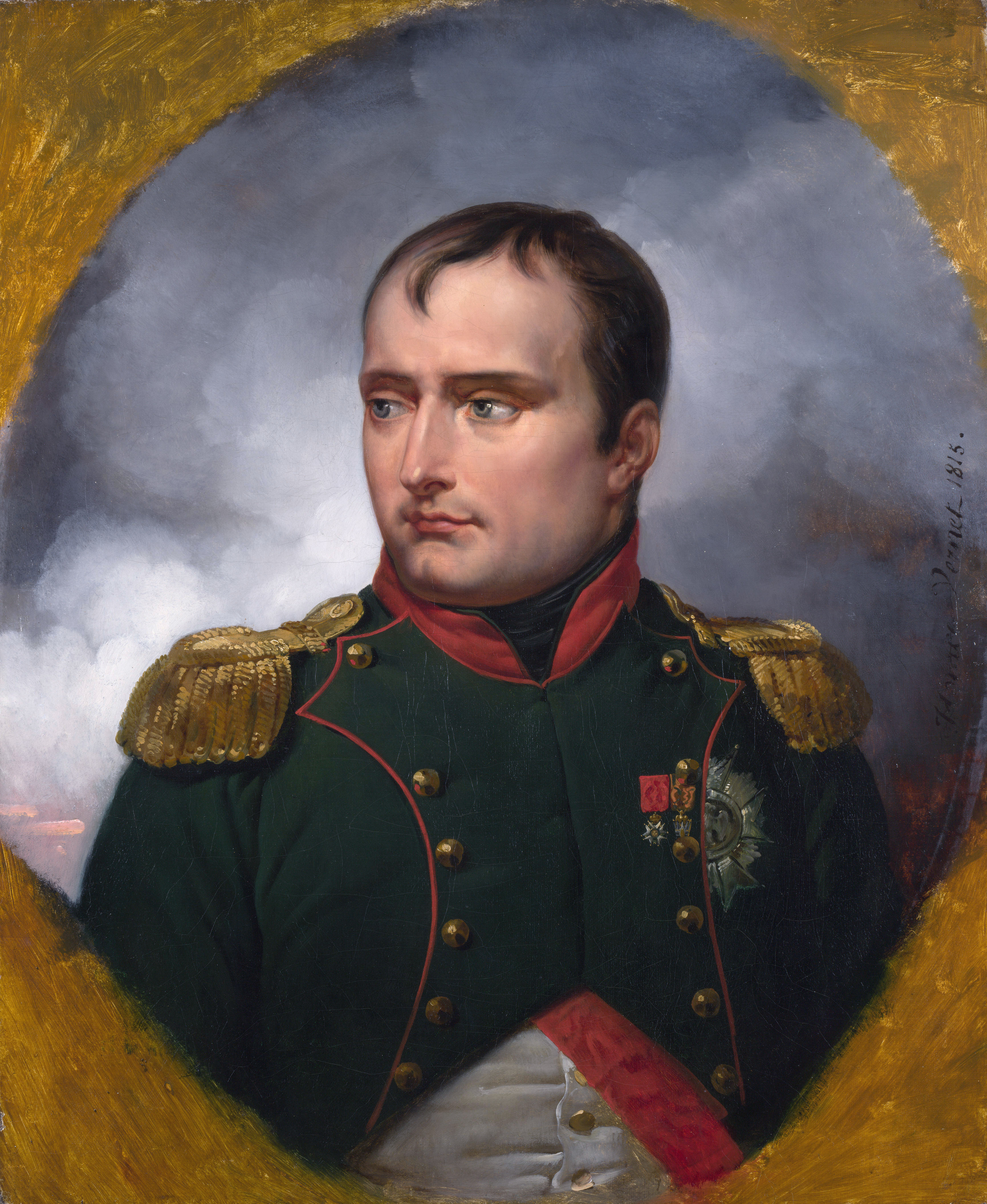
L'imperatore Napoleone nel periodo della campagna di Russia.

La sera del 5 settembre Napoleone pose il suo quartier generale dietro il settore del IV corpo del principe Eugenio; l'imperatore parve turbato dai resoconti della battaglia di Ševardino; i russi sembravano decisi a farsi uccidere in massa sul posto piuttosto che cadere prigionieri; nella notte dormì poco, egli, come anche i suoi generali e Murat, continuavano a temere che i russi potessero decidere di riprendere la ritirata, sfruttando le tenebre, e rifiutare di battersi. Al mattino le truppe francesi poterono vedere invece che il nemico era ancora nelle sue posizioni; i soldati accolsero con entusiasmo questa notizia, si presentava finalmente l'opportunità di cambiare il corso dell'interminabile e sfibrante campagna.
Napoleone trascorse il 6 settembre effettuando accuratamente due ispezioni a distanza ravvicinata del terreno e delle posizioni nemiche di cui valutò lo schieramento; egli ritenne impraticabile ogni manovra di aggiramento del fianco destro russo a causa della presenza del fiume Koloča e di vasti terreni paludosi; l'imperatore valutò l'importanza della "Grande Ridotta" che considerò il punto decisivo da attaccare. Napoleone apprezzò anche la relativa debolezza del fianco sinistro russo che sembrava vulnerabile ad una vasta manovra aggirante attraverso i boschi a sud di Utiža. Il maresciallo Louis-Nicolas Davout propose quindi pressantemente di organizzare un ampio movimento di aggiramento notturno del fianco sinistro con le cinque divisioni del I corpo e le truppe del V corpo, circa 40000 soldati in totale, allo scopo di portarsi all'alba alle spalle delle forze nemiche e raggiungere un decisivo vantaggio tattico. L'imperatore non fu convinto dalle argomentazioni del maresciallo; egli era apparentemente scettico sulla possibilità di intimorire le solide truppe russe con minacce strategiche alle loro retrovie e alle vie di comunicazione; riteneva inoltre pericoloso privarsi anche temporaneamente di un così rilevante massa di truppe al cospetto del grande esercito nemico, e difficile marciare di notte su un terreno poco conosciuto. Soprattutto Napoleone temeva che i comandanti russi, dopo aver individuato il movimento aggirante, avrebbero immediatamente ordinato una nuova ritirata, privando così ancora una volta l'esercito francese della grande battaglia decisiva che avrebbe potuto finalmente mettere termine vittoriosamente alla difficile ed estenuante campagna.
Avendo scartato l'audace ma problematica manovra di aggiramento del fianco sinistro dell'esercito russo proposta dal maresciallo Davout, Napoleone si risolse quindi ad adottare un piano più semplice, basato sullo sfruttamento dell'evidente debolezza dell'ala sinistra nemica che, ripiegata ad angolo retto dopo la perdita della posizione di Ševardino, era ora schierata, con forze insufficienti, su un'ampia distesa quasi pianeggiante a sud del Koloča. Lo schieramento russo assumeva una forma a saliente con una pericolosa testa di ponte centrale a nord del fiume nel villaggio di Borodino ed era vulnerabile sui due fianchi su cui i francesi avrebbero potuto concentrare potenti masse di artiglieria per indebolire con il fuoco le difese. L'imperatore intendeva ingannare il nemico con due manovre diversive, una a nord lungo il corso del Koloča con una parte del IV corpo del principe Eugenio ed una a sud nell'area di Utiža con i soldati polacchi del V corpo del principe Poniatowski.

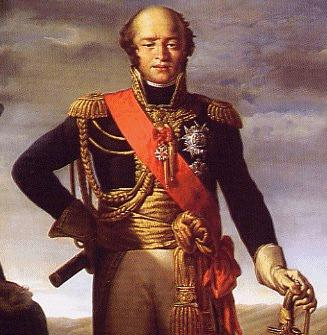
Il maresciallo Louis-Nicolas Davout, comandante del I corpo francese.

L'attacco principale sarebbe stato effettuato a sud del fiume contro l'ala sinistra russa da due divisioni del I corpo del maresciallo Davout e dalle tre divisioni del III corpo del maresciallo Ney, rinforzate dalla cavalleria di Murat e dall'VIII corpo del generale Jean-Andoche Junot; dopo essere avanzata sotto la copertura dei boschi, l'ala destra francese avrebbe sfondato le fortificazioni russe e poi avrebbe effettuato una manovra di conversione verso sinistra per respingere il resto delle truppe nemiche verso il fiume e distruggerle. Il principe Eugenio con il IV corpo, rinforzato da due divisioni prese dal I corpo del maresciallo Davout e dalla cavalleria del generale Emmanuel de Grouchy, avrebbe coperto la linea di operazioni della Grande Armata attraverso la strada maestra e costituito il perno della manovra dell'ala destra; in un secondo momento sarebbe passato in parte a sud del Koloča e avrebbe partecipato all'assalto finale. Sull'ala sinistra francese lungo la Koloča sarebbero rimasti sulla difensiva solo 10000 uomini della divisione italiana del generale Teodoro Lechi, della cavalleria bavarese e delle truppe di cavalleria del generale Philippe Antoine d'Ornano.

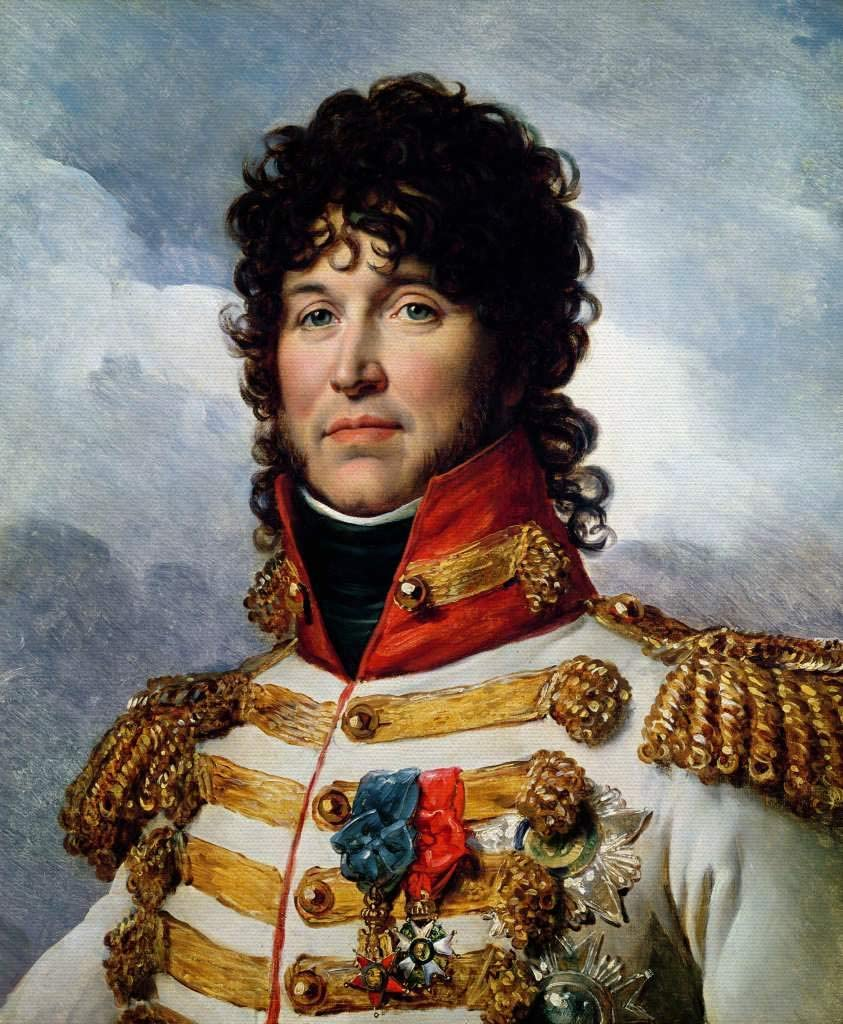
Joachim Murat, re di Napoli e impetuoso e temerario comandante della cavalleria francese.

Napoleone avrebbe mantenuto disponibili consistenti forze di riserva costituite dalla Guardia imperiale, da una parte della cavalleria e dalla divisione del generale Louis Friant. Gli ordini vennero diramati la sera del 6 settembre e prevedevano anche la costruzione di cinque ponti sul Koloča e grandi piazzole per l'artiglieria. Si trattava di un piano semplice che si fondava principalmente sugli attacchi frontali senza complesse e audaci manovre a sorpresa; Napoleone riteneva indispensabile accelerare i tempi e ottenere una rapida vittoria sul nemico che aveva finalmente deciso di affrontare una battaglia campale.
Napoleone, afflitto da un forte raffreddore e da disturbi urinari, non era in buone condizioni di salute; apparve apprensivo e impaziente di combattere, egli era consapevole che sarebbe stata una battaglia sanguinosa; alla vigilia aveva appreso della sconfitta a Salamanca del maresciallo Auguste Marmont, a cui non diede molta importanza, mentre sembrò compiaciuto dal ritratto, appena arrivato da Parigi, raffigurante il figlio nato nel 1810. Il proclama che l'imperatore diramò alle truppe riprendeva vecchi motivi della retorica napoleonica, esortava le truppe a battersi per la vittoria che avrebbe garantito concreti vantaggi materiali e "un pronto ritorno in patria". Dopo aver ricordato le passate vittorie, il proclama faceva appello alla posterità per esaltare il desiderio di gloria delle truppe nella "grande battaglia sotto le mura di Mosca".
Tra le truppe francesi, veterane, indurite dalla guerra, combattive ma stanche, non erano presenti manifestazioni di tipo religioso, l'esercito era completamente laico e conservava ancora alcune delle tradizioni rivoluzionarie; i soldati erano decisi a battersi e apparvero altrettanto motivati dei russi dalle virtù della gloria e del ricordo, esaltate dal proclama, e dal desiderio di ottenere i concreti vantaggi materiali e finire la guerra; i veterani erano consapevoli della difficoltà del loro compito di sconfiggere un nemico tenace e solido, descritto come "una muraglia". Napoleone disponeva in complesso di circa 130000 soldati e 587 cannoni; erano presenti sul campo di battaglia i migliori reparti dell'esercito francese: la Guardia imperiale, il I corpo d'armata del maresciallo Davout e i reparti della cavalleria pesante.
L'imperatore era preoccupato per le condizioni dell'armata; gli parve stanca e silenziosa, ritenne che avesse bisogno di riposo che avrebbe potuto ottenere solo dopo una vittoria decisiva; in realtà le truppe, pur non essendo entusiaste, conservavano grande fiducia nell'imperatore. Napoleone contava sul loro orgoglio, sulla loro temerarietà, sulla ferma coscienza della loro superiorità sul nemico. Durante la notte Napoleone fu nuovamente preda di dubbi: temette che i russi si ritirassero, chiese ripetutamente informazioni e inviò a controllare; poi si preoccupò per le condizioni dell'armata e soprattutto volle essere tranquillizzato sull'efficienza della Guardia imperiale. Alternò pensieri negativi sulla fortuna e sul destino con rassicuranti considerazioni sulla mediocrità del generale Kutuzov; non riuscì a riposare bene: la sua salute peggiorò, lamentò tosse, febbre, disuria.
Tuttavia alle ore 5 del mattino del 7 settembre Napoleone, informato dal maresciallo Ney che i russi erano sempre fermi sulle loro posizioni e che quindi si doveva dare inizio alla battaglia, sembrò di nuovo energico, sicuro e ottimista; parlò ai suoi ufficiali di "avere la vittoria in pugno" e di "aprirci le porte di Mosca"; alle 5:30 raggiunse i pressi della ridotta conquistata di Ševardino da dove aveva deciso di dirigere il combattimento.

### Il primo attacco francese
In realtà il piano iniziale di Napoleone prevedeva di impiegare anche la potenza di fuoco per superare la resistenza nemica; egli dispose quindi di concentrare una grande massa di artiglieria di fronte alle "frecce" per devastare quelle fortificazioni prima dell'attacco che sarebbe stato sferrato del I corpo del maresciallo Davout con le divisioni del generale Jean Dominique Compans e del generale Joseph Marie Dessaix. Sarebbero stati raggruppati, sotto il comando del generale Pernetti, capo dell'artiglieria del I corpo, 24 cannoni dell'artiglieria della Guardia, 30 cannoni della divisione del generale Compans, 8 mortai delle divisioni dei generali Dessaix e Louis Friant; inoltre avrebbero partecipato, al comando del generale Fouché, anche i cannoni campali del III corpo, rinforzati con 16 mortai pesanti del III e del VIII corpo; infine il generale Jean-Barthélemot Sorbier avrebbe tenuto pronti altri cannoni della Guardia per potenziare il bombardamento.

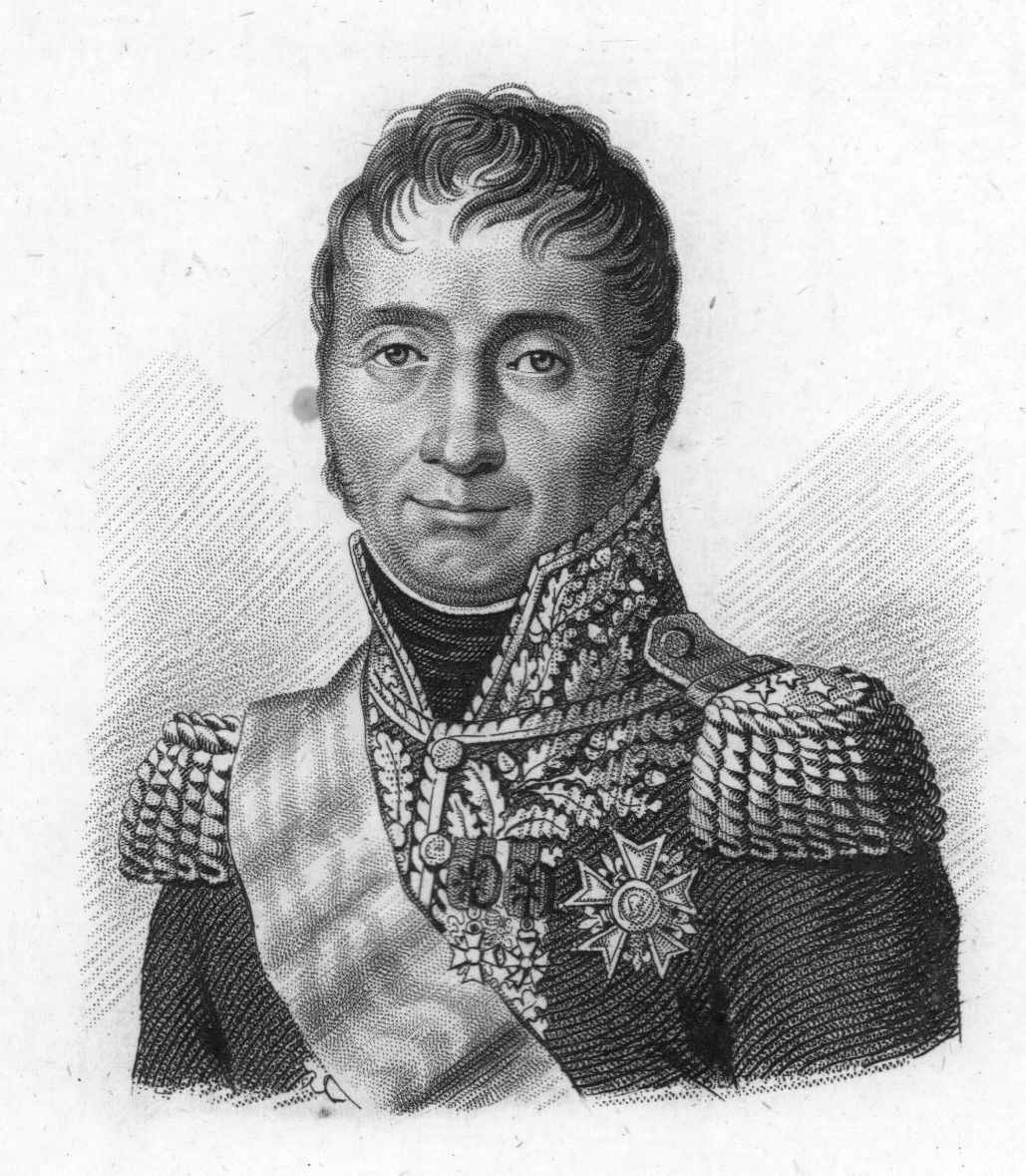
Il generale Jean Dominique Compans guidò il primo attacco alle "frecce di Bagration" e rimase seriamente ferito durante i combattimenti.

Difficoltà sorsero immediatamente; dopo l'apertura del fuoco alle ore 6 del mattino, il comando francese rilevò che l'artiglieria era stata piazzata in modo errato e che i tiri, essendo troppo corti, non raggiungevano il bersaglio, si dovette quindi procedere a spostare i cannoni più avanti prima di colpire le fortificazioni russe; inoltre ben presto l'artiglieria russa rispose al fuoco. Nonostante questo errore, l'attacco francese iniziò con successo; il comando russo, apparentemente per contrasti tra il generale Barclay e il maresciallo Kutuzov, aveva lasciato in una posizione molto esposta un reggimento di cacciatori della Guardia a nord del Koloča a difesa del villaggio di Borodino, che nella nebbia del mattino venne attaccato di sorpresa dalla divisione del generale Alexis Delzons, appartenente al IV corpo del principe Eugenio.

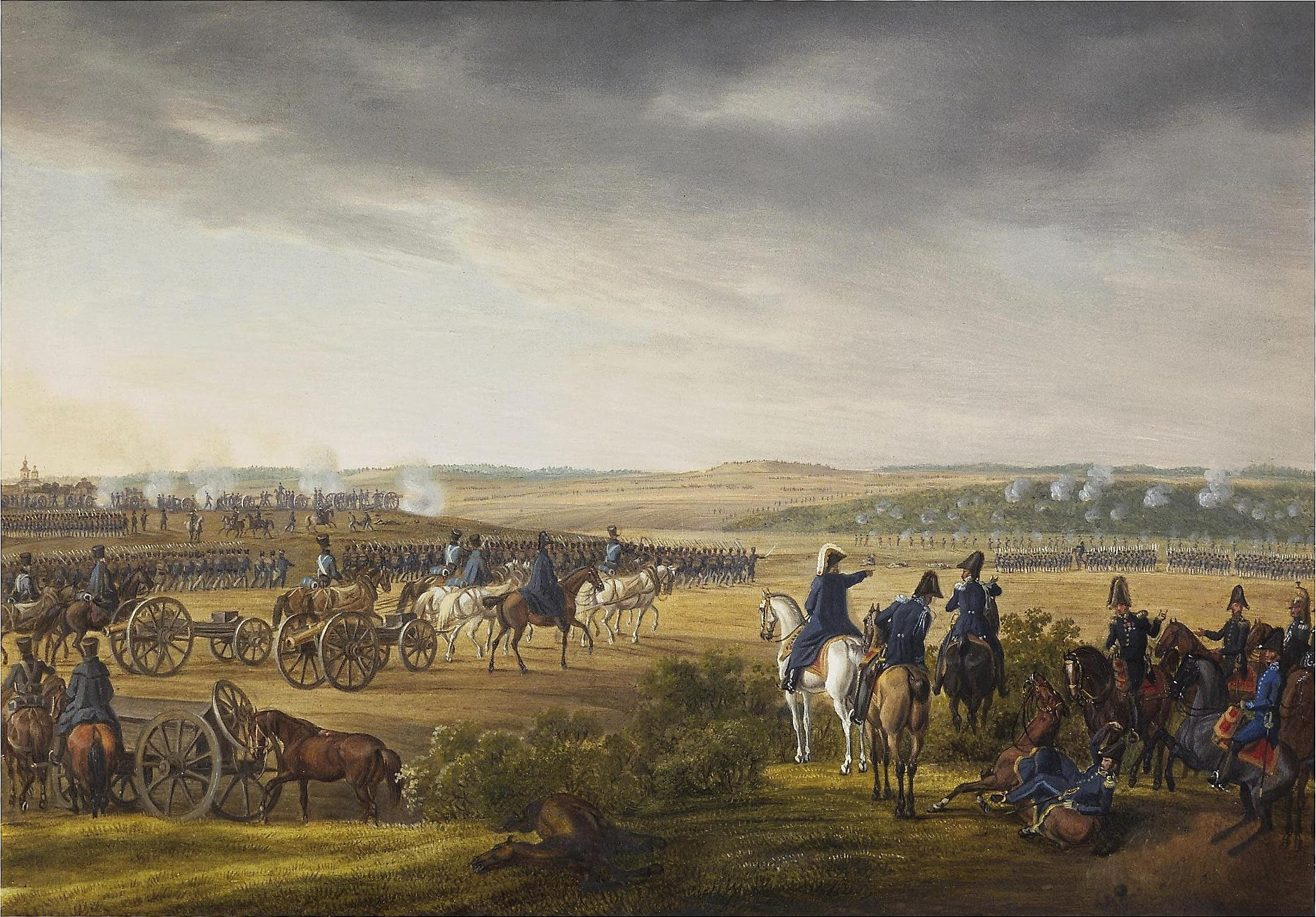
L'artiglieria e la fanteria francesi si schierano per la battaglia.

In quindici minuti i francesi sbaragliarono i difensori e conquistarono il villaggio, i cacciatori della Guardia subirono pesanti perdite e ripiegarono a sud del fiume, inseguiti da alcuni reparti francesi che superarono a loro volta il Koloča e si avvicinarono alla "Grande Ridotta" da nord; ma le riserve russe, costituite da un reggimento di cacciatori, contrattaccarono, sorpresero il 106º reggimento di linea che si era spinto a sud del Koloča e lo respinsero con perdite di nuovo a nord del fiume; il 92º reggimento coprì il ripiegamento, ma il generale Louis-Auguste Plauzonne, comandante della brigata, rimase ucciso mentre cercava di radunare le truppe. Tuttavia i francesi avevano ora occupato il villaggio di Borodino e soprattutto avevano raggiunto posizioni molto favorevoli dove piazzare l'artiglieria che poté quindi colpire d'infilata con un fuoco micidiale i difensori della "Grande Ridotta"; il principe Eugenio schierò una batteria di 28 cannoni per bersagliare la fortificazione, lasciò la divisione del generale Delzons a Borodino per controllare la situazione sulla linea del fiume e ricevette ordine da Napoleone di far attraversare sui ponti costruiti più a sud le divisioni del generale Jean-Baptiste Broussier, del generale Charles Antoine Morand e del generale Étienne Maurice Gérard per preparare un attacco da ovest alla "Grande Ridotta".
L'attacco del I corpo del maresciallo Davout contro le tre "frecce di Bagration" ebbe inizio poco dopo l'assalto del generale Delzons a Borodino e, preceduto da trenta minuti di fuoco dell'artiglieria, venne condotto da destra in direzione nord-orientale contro la più meridionale delle fortificazioni russe; la divisione del generale Compans avanzò mascherata dal terreno boscoso, coperta sul fianco sinistro dalla divisione del generale Dessaix. Alcuni battaglioni avanzarono attraverso il bosco a nord di Utiža, mentre il famoso 57º reggimento di linea attaccò la fortificazione. Le "frecce" erano difese dalla 2ª divisione granatieri composita del generale Michail Voroncov, dipendenti, insieme alla 27ª divisione e alla 2ª divisione granatieri, dall'VIII corpo d'armata del generale Nikolaj Borodzin; si trattava di truppe scelte che si batterono duramente; l'artiglieria russa della 11ª e 32ª batteria aprì il fuoco contro le colonne compatte della fanteria francese in avanzata, che subì pesanti perdite. In questa fase dell'attacco venne ferito il generale Compans, e lo stesso maresciallo Davout rimase contuso dopo l'uccisione del suo cavallo; le prime notizie riferite a Napoleone parlavano di morte del maresciallo che invece si riprese e volle mantenere il comando del I corpo.
L'attacco del 57º reggimento di linea in un primo momento raggiunse e conquistò, nonostante l'aspra resistenza, la fortificazione più meridionale, ma il successo fu di breve durata; dopo circa trenta minuti il generale Voroncov guidò personalmente il contrattacco delle riserve che riuscirono a riconquistare la posizione, costringendo i francesi a ripiegare. La divisione del generale Compans era in forte difficoltà, disorganizzata tra i boschi e indebolita dalla perdite, molti ufficiali erano stati feriti. Ben presto, sotto i ripetuti attacchi francesi, anche la divisione del generale Voroncov sarebbe stata decimata; alla fine dei combattimenti per le "frecce" il reparto era ormai distrutto e il suo comandante gravemente ferito.

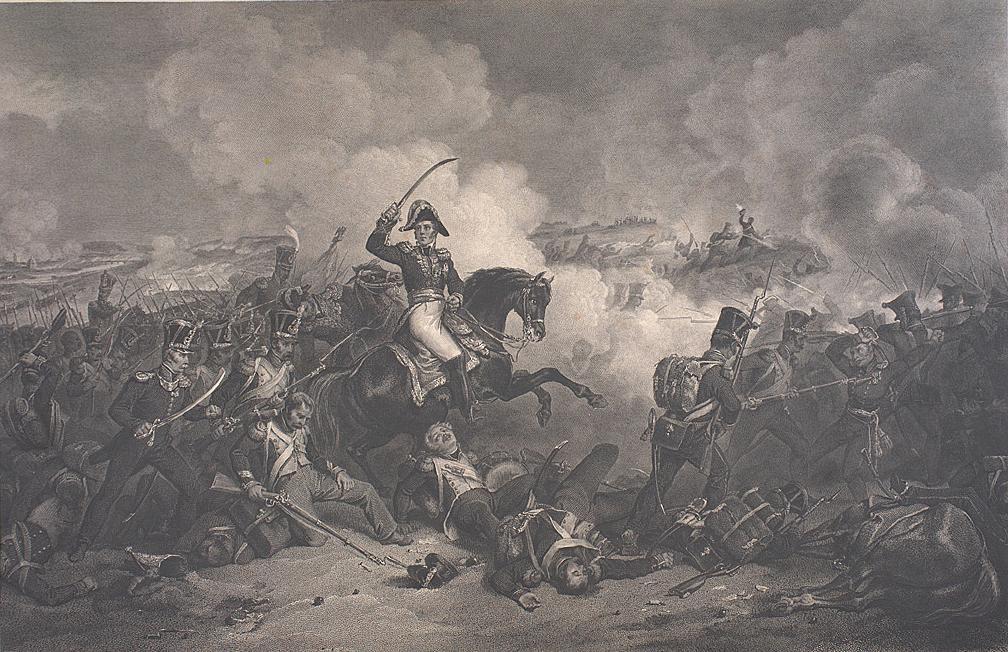
Il maresciallo Michel Ney guida le sue truppe nell'attacco alle fortificazioni russe.

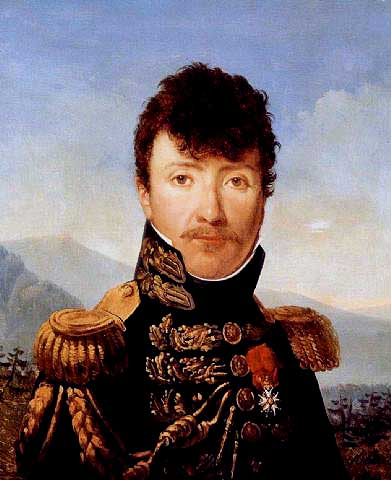
Il generale Jean Rapp venne ferito a Borodino, la ventiduesima ferita di guerra ricevuta durante le campagne napoleoniche.

Napoleone aveva inviato nel settore delle "frecce" il generale Jean Rapp per informarsi della situazione che appariva confusa e ordinare un nuovo attacco con il concorso della divisione del generale Dessaix; un nuovo raggruppamento di artiglieria fu portato avanti per indebolire le difese nemiche e il maresciallo Ney ricevette gli ordini di prepararsi ad attaccare a sua volta con il III corpo. Il generale Rapp prese il comando della divisione del generale Compans e ottenne qualche successo ma venne a sua volta ferito. La divisione del generale Dessaix disponeva di soli otto battaglioni ed era molto più debole numericamente della divisione del generale Compans, costituita da diciotto battaglioni; il generale venne ferito al braccio sinistro da una granata e i suoi attacchi contro le "frecce" si infransero contro le difese, nonostante la potenza del fuoco dell'artiglieria francese che progressivamente distrusse i terrapieni delle fortificazioni.
Nel frattempo il comando russo, preoccupato dalla crescente pressione nemica contro l'armata del generale Bragration, stava procedendo a inviare rinforzi per evitare un crollo delle difese nel settore; senza avvertire il generale Barclay, il generale Kutuzov e i generali Toll e Bennigsen presero la decisione di portare avanti a sostegno della posizione delle "frecce", una parte delle riserve della Guardia. In questa fase si verificarono scontri di competenza e disaccordi tattici tra i generali russi: il generale Barclay protestò per il prematuro impiego delle riserve, mentre il generale Bagration, sottoposto a violenti attacchi, deplorò il ritardato movimento verso il suo settore dei corpi d'armata dei generali Baggovut e Ostermann-Tolstoj. Il generale Kutuzov, preoccupato per l'attacco del principe Eugenio a Borodino e lungo la Koloča, si decise solo dopo molte esitazioni ad ordinare il trasferimento verso sud dei due corpi d'armata dell'ala destra.
Il generale Bagration, in attesa dell'arrivo delle truppe di riserva e dei corpi d'armata in movimento dal settore settentrionale, prese la decisione di trasferire nel settore delle "frecce" parte delle forze di fanteria di seconda linea del 7º corpo del generale Raevskij che difendeva la "Grande ridotta" e inoltre richiese al generale Tučkov, comandante del 3º corpo schierato nell'area di Utiža, l'invio della divisione di fanteria del generale Konovnicyn.

### Secondo attacco francese alle "frecce"
Il secondo attacco francese contro le "frecce" venne sferrato da ovest dal maresciallo Ney con la divisione del generale Jean Nicolas Razout e la divisione del generale François Ledru del III corpo, sostenute in seconda linea dalla divisione del generale Jean Gabriel Marchand, costituita da truppe del Württemberg; questi reparti attaccarono frontalmente a ranghi serrati le due fortificazioni settentrionali, mentre quella meridionale subì l'attacco dalla divisione del generale Compans, appartenente al I corpo del maresciallo Davout, che tornò all'attacco da sud-ovest. Napoleone aveva ulteriormente rinforzato queste forze inviando il corpo di cavalleria del generale Louis Pierre Montbrun al maresciallo Ney e la cavalleria dei generali Étienne Nansouty e Marie Victor Latour-Maubourg al maresciallo Davout.

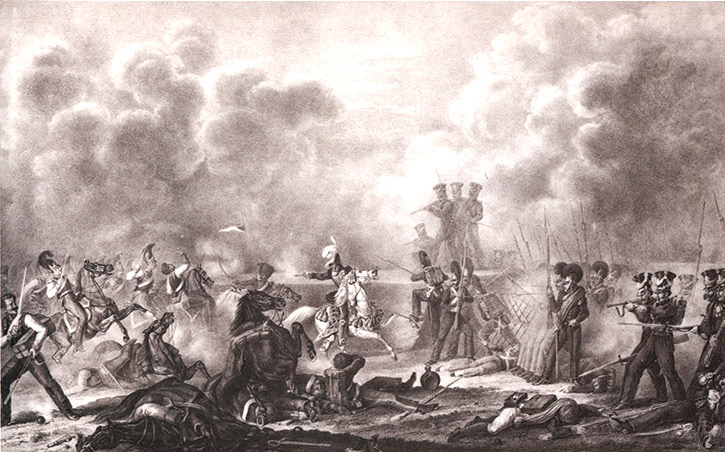
Joachim Murat rischia di essere ucciso o catturato dai cavalieri russi durante la battaglia.

Il maresciallo Ney condusse personalmente l'attacco dei suoi uomini; l'assalto venne contrastato dal fuoco dell'artiglieria russa che decimò le file compatte della fanteria francese; i testimoni rimasero impressionati dalla violenza dei combattimenti e dall'entità delle perdite; con grandi sforzi le divisioni francesi guidate dal maresciallo Ney raggiunsero e conquistarono, dopo scontri a distanza ravvicinata, due fortificazioni. I combattimenti furono molto duri ed entrambe le parti subirono sanguinose perdite; l'ammassamento dei reparti, l'intervento della cavalleria, il terreno difficile, la presenza dei terrapieni, trasformarono la battaglia in una mischia confusa spesso all'arma bianca, combattuta nel frastuono, la polvere, le urla dei soldati. Durante la mattinata si succedettero continui attacchi frontali francesi seguiti da altri contrattacchi dei reparti russi. La divisione del generale Razout si spinse con il 18º reggimento anche verso il villaggio distrutto di Semenovskoe da dove però dovette presto ripiegare. La fortificazione meridionale venne conquistata dal 57º reggimento di linea della divisione del generale Compans e da elementi della divisione del generale Ledru, i russi contrattaccarono subito in questo settore e cercarono ancora di riconquistare la posizione.
Il III corpo del maresciallo Ney uscì decimato da questi scontri ma dovette continuare a battersi contro gli ultimi resti della divisione del generale Voroncov e contro la 27ª divisione fanteria del generale Neverovskij che a sua volta subì perdite debilitanti; il generale Bagration decise di far intervenire, oltre alle riserve provenienti dal 7º corpo del generale Raevskij, la 2ª divisione granatieri, unità scelta composta anche dai reggimenti granatieri di Mosca e di Kiev. Dopo un nuovo contrattacco che permise di riconquistare la seconda fortificazione, intervennero nella battaglia i reggimenti di ussari e dragoni russi al comando del generale Sievers che attaccarono la fanteria francese; alcuni reparti riuscirono ad organizzarsi in quadrati e respinsero la cavalleria, mentre altre formazioni francesi del generale Razout subirono gravi perdite. Nonostante i contrattacchi sferrati dalla brigata di cavalleria del generale Beurmann, costituita da reparti leggeri del Württemberg e cacciatori a cavallo francesi, i granatieri russi riuscirono a mantenere il possesso delle due "frecce" settentrionali.

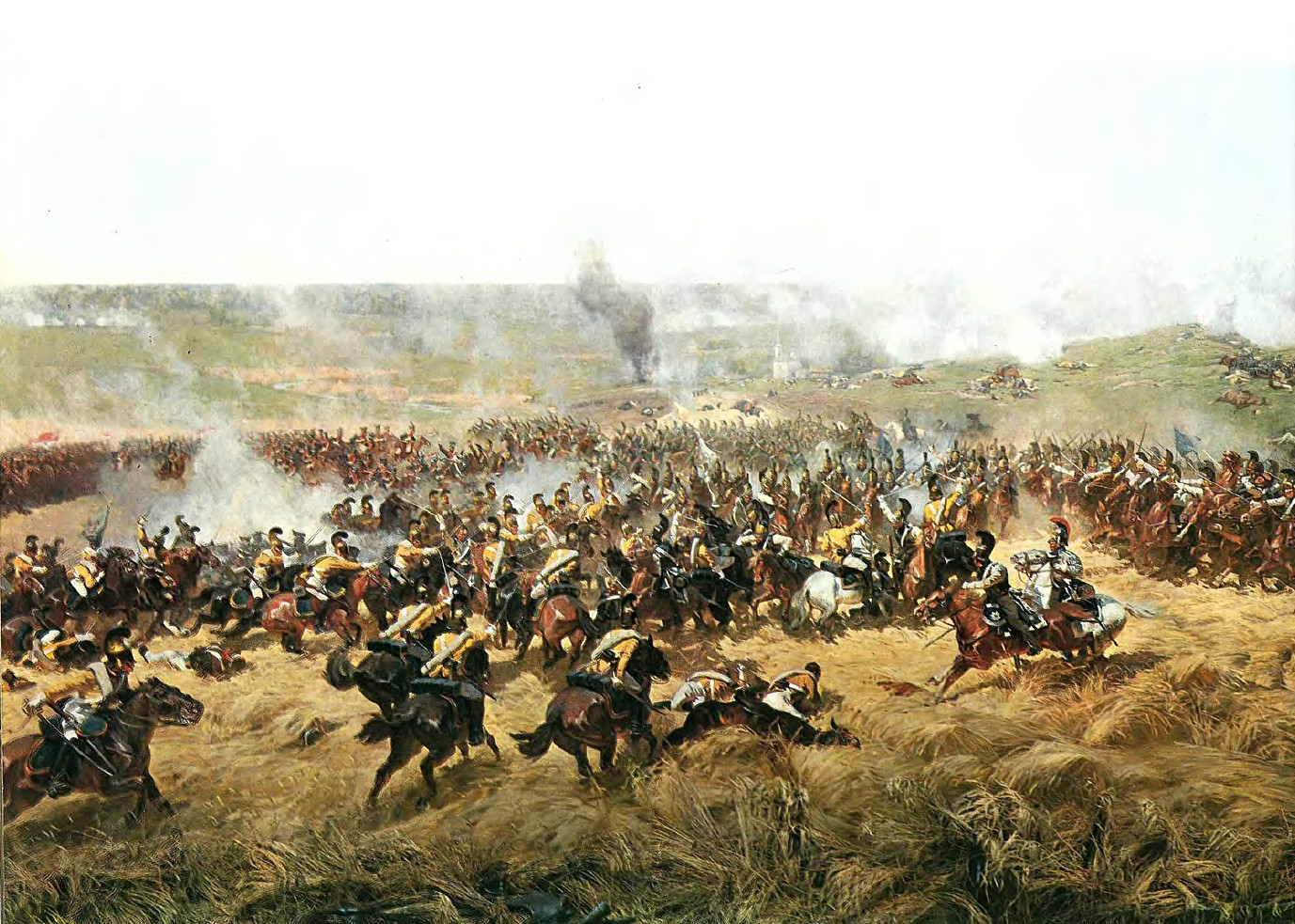
Una fase dei violenti scontri di cavalleria a Borodino.

Gli scontri di cavalleria ripresero con l'arrivo di due reggimenti di ulani polacchi che in un primo momento respinsero con successo i cavalleggeri del generale Sievers; ma ben presto gli ulani incapparono nella divisione di cavalleria pesante russa del generale Duka; i corazzieri respinsero i polacchi e poi attaccarono i reparti leggeri del Württemberg, appartenenti alla divisione del generale Marchand. I reparti delle divisioni del generale Dessaix e del generale Razout, esposti allo scoperto alle cariche della cavalleria pesante, si trovarono in grave difficoltà e dovettero in parte ripiegare, perdendo anche la fortificazione meridionale che venne poi riconquistata da un attacco sferrato da un battaglione di cacciatori del Württemberg e da fanteria francese del 72º reggimento di linea della divisione del generale Ledru.
In questa fase Joachim Murat intervenne personalmente con la cavalleria che respinse gli avversari e raggiunse le fortificazioni, ma ben presto anche l'audace re di Napoli si trovò a sua volta in difficoltà e rischiò di essere catturato o ucciso; il re di Napoli riuscì a radunare i superstiti francesi e tedeschi all'interno della ridotta e resistette fino all'intervento di reparti del maresciallo Ney che respinsero i corazzieri russi e trassero in salvo Murat. Il re di Napoli rientrò subito in azione e guidò le cariche della cavalleria pesante francese del generale Nansouty e del generale Bruyères che inseguì i nemici fino alle posizioni della fanteria russa, riguadagnando una parte del terreno perduto. Dopo aver inflitto pesanti perdite alla cavalleria leggera tedesca e aver messo in pericolo la vita di Murat, i corazzieri russi dovettero infine ritirarsi.

### Conquista delle "frecce"

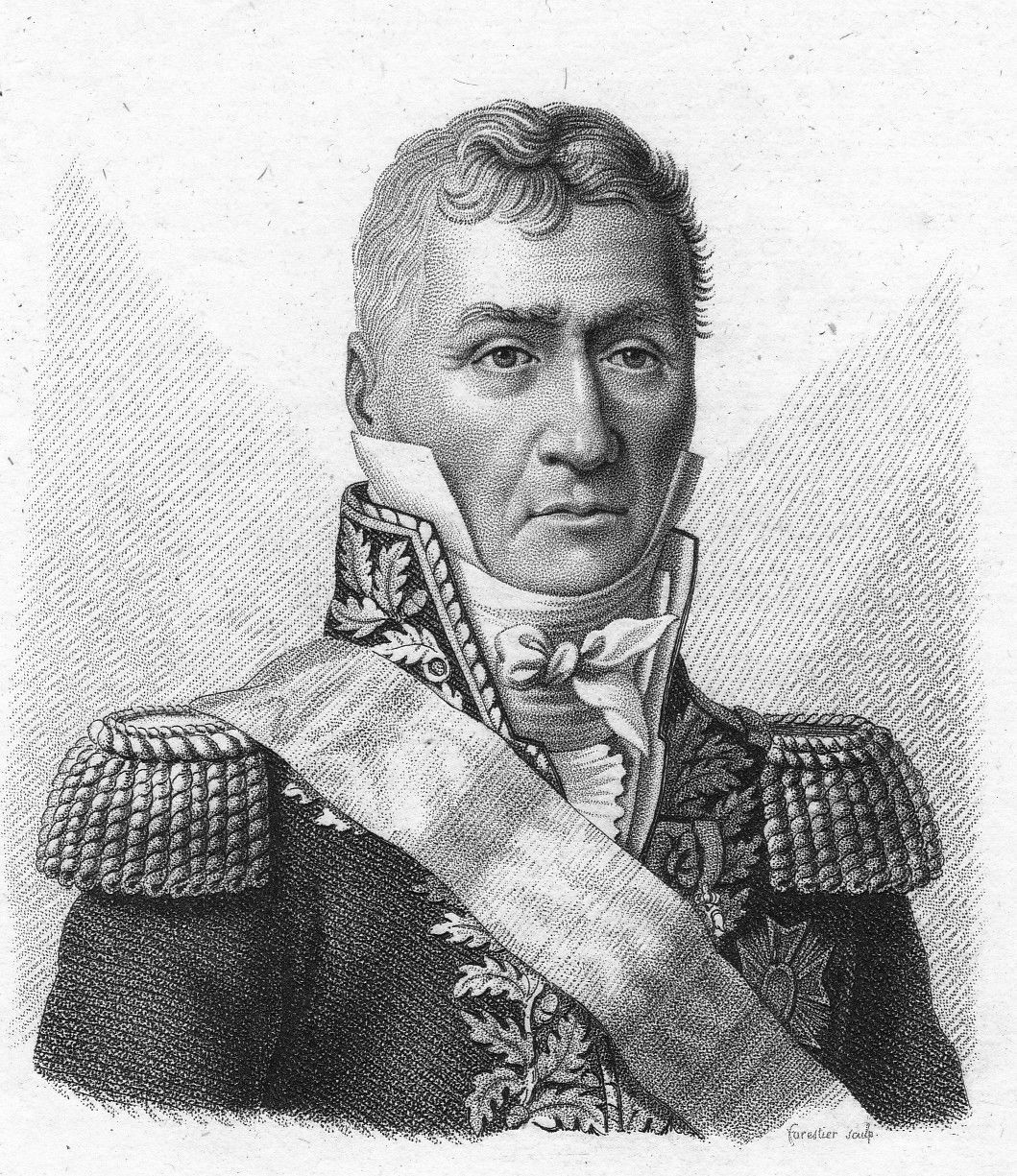
Il generale Louis Friant.

Dopo questi confusi combattimenti di cavalleria, il generale Bagration decise di guidare personalmente un contrattacco con la 2ª divisione granatieri; i soldati russi avanzarono con grande coraggio in formazione compatta e nonostante il fuoco dell'artiglieria francese, riconquistarono una delle frecce. Attacchi e contrattacchi si susseguirono: il maresciallo Davout richiese all'imperatore nuove riserve e Napoleone dopo qualche incertezza fece intervenire la esperta divisione del generale Louis Friant che, costituita da tredici battaglioni, riconquistò a sua volta le fortificazioni; i russi ripartirono al contrattacco con i granatieri e i resti della 27ª divisione, infine un nuovo assalto dei soldati del generale Friant assicurò temporaneamente il possesso delle frecce, ormai demolite e piene di cadaveri.

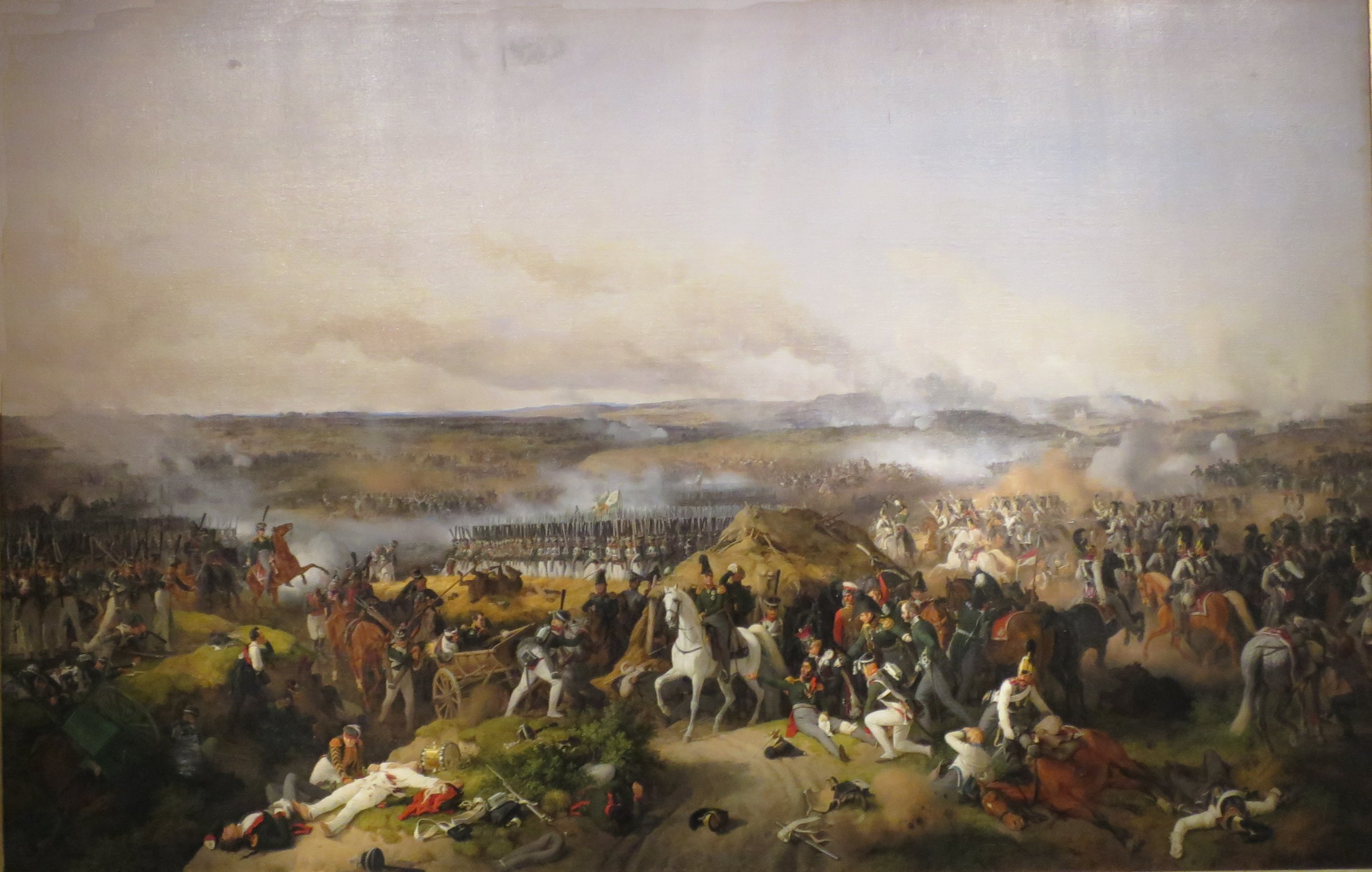
Il ferimento del generale Bagration, durante i combattimenti per le "frecce".

La sanguinosa battaglia per il possesso delle "frecce" non era ancora finita; il generale Bagration aveva finalmente ricevuto di rinforzo la 3ª divisione fanteria del generale Pëtr Konovnicyn, distaccata dal III corpo del generale Tučkov, e sferrò l'ennesimo contrattacco per riconquistare la posizione; l'assalto venne condotto in direzione convergente da questi reparti freschi supportati dai resti della 2ª divisione granatieri, della 27ª divisione e da alcuni reparti di cacciatori. Ancora una volta i russi riconquistarono le fortificazioni respingendo i soldati del generale Friant, ma il fuoco dell'artiglieria francese era intensissimo e inflisse perdite debilitanti alle truppe di fanteria. I cannoni francesi disgregarono la coesione dei granatieri e dei fanti russi e inoltre colpirono ufficiali e stati maggiori: caddero feriti il generale Borozdin, comandante dell'VIII corpo, il generale Emmanul de Saint-Priest, del comando della 2ª Armata russa, e soprattutto alle ore 10 venne gravemente ferito lo stesso generale Bagration che nonostante un coraggioso tentativo di rimanere al comando dovette essere evacuato nelle retrovie.
La notizia del ferimento del generale Bagration incise sul morale dei soldati russi che diedero segno di indebolimento della resistenza e scosse la risolutezza dei comandanti; il generale Konovnicyn decise di interrompere la cruenta lotta e abbandonare le "frecce" ripiegando verso le alture e il villaggio di Semenovskoe, e il generale Dochturov, inviato dal generale Kutuzov a prendere il comando in sostituzione del principe Bagration, confermò la ritirata che si effettuò ordinatamente, dopo aver lasciato le fortificazioni. L'artiglieria russa, posizionata su una linea di creste, colpì con efficacia le truppe francesi che Murat e il maresciallo Ney avevano radunato nelle "frecce" per un nuovo assalto; le alture di Semenovskoe furono infine attaccate dalla cavalleria sassone e francese del generale Latour-Marbourg, dal corpo di cavalleria pesante del generale Nansouty e poi dalla fanteria della divisione del generale Friant.

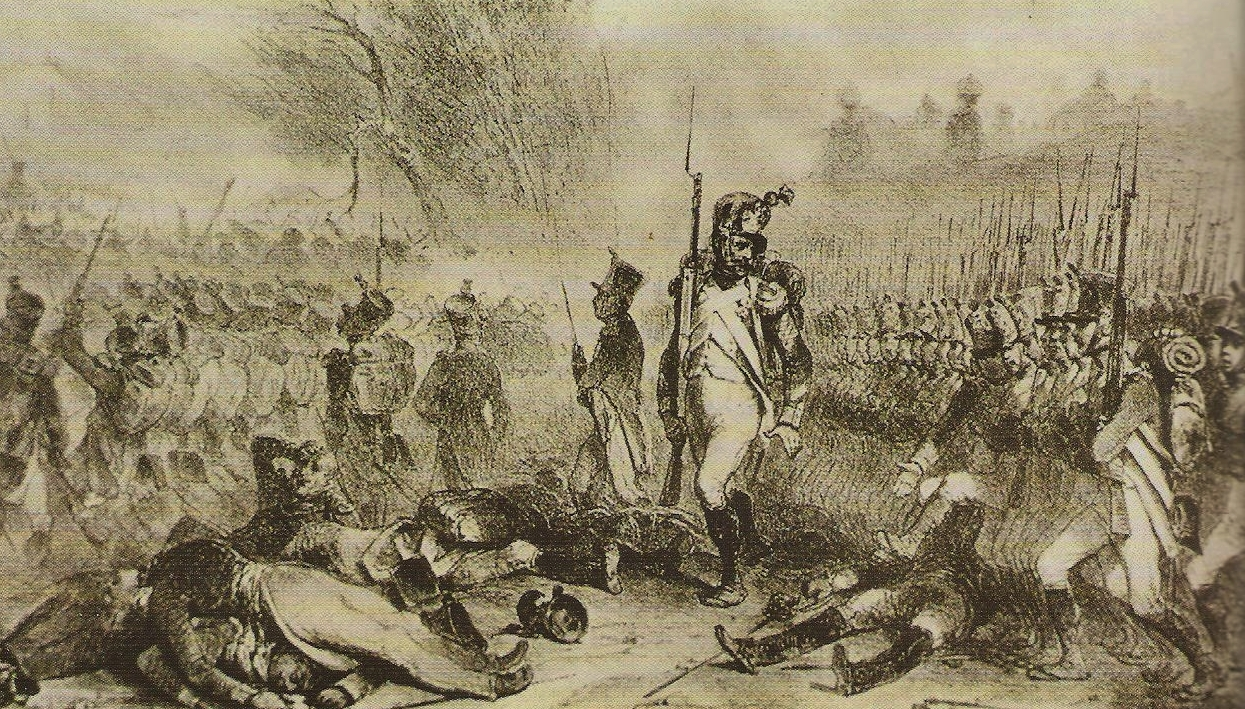
Fanteria di linea francese all'assalto.

A nord del villaggio di Semenovskoe i cavalieri del generale Latour-Marbourg si spinsero fino nelle retrovie e attaccarono i quadrati della fanteria russa; contrattaccati dalla cavalleria del generale Sievers, riuscirono, dopo l'arrivo dei corazzieri della Westfalia, a respingere il nemico. A sud invece la cavalleria del generale Nansouty non riuscì a rompere le formazioni della Guardia imperiale russa e il reggimento Lituania passò al contrattacco; la cavalleria russa caricò con successo. Dopo questi violenti scontri di cavalleria, i soldati francesi della divisione del generale Friant sferrarono l'attacco al centro delle nuove linee russe intorno a Semenovskoe; nonostante il ferimento dello stesso generale, le truppe del 15º reggimento leggero, condotte al fuoco dal generale François-Bertrand Dufour, riuscirono a superare la scarpata delle alture, sopraffare la resistenza, raggiungere il villaggio di Semenovskoe e consolidare la posizione. I soldati francesi di Murat, del maresciallo Davout e del maresciallo Ney occupavano finalmente le fortificazioni nemiche al centro e sembravano vicini alla vittoria, ma avevano subito perdite durissime; le richieste di rinforzi non furono esaudite da Napoleone che dopo aver ipotizzato di inviare la Giovane Guardia, ritenne prematuro l'impiego delle sue riserve strategiche.
Il generale Kutuzov si era preoccupato di rafforzare la nuova posizione della 2ª armata a nord e a sud del villaggio distrutto di Semenovskoe e ordinò all'energico generale Aleksej Ermolov e al generale Aleksandr Kutajsov, comandante superiore dell'artiglieria, di recarsi sul posto per organizzare la resistenza. Una parte della Guardia imperiale, schierata di riserva, era stata portata avanti insieme ad una brigata di granatieri, per rafforzare le difese dei resti delle truppe del generale Bagration. L'artiglieria russa intervenne in massa per sostenere le difese intorno a Semenovskoe; i comandanti francesi erano impressionati dalla violenza dei combattimenti e dalle perdite; la divisione del generale Friant diede segni di cedimento e Murat dovette intervenire personalmente per sostenere il morale del colonnello Galichet che in un primo momento intendeva ripiegare.

### I combattimenti nel settore di Utiža
Alle ore 8 del mattino anche il principe Poniatowski aveva iniziato il suo attacco con il V corpo polacco, costituito dopo le perdite subite a Ševardino da circa 10000 uomini, contro le posizioni russe a ovest del villaggio di Utiža; i polacchi avevano avuto forti difficoltà a raggiungere le posizioni stabilite lungo la strada vecchia di Smolensk deviando a sud per evitare l'impervio territorio boscoso. Le difese russe erano costituite dal 3º corpo d'armata del generale Nikolaj Tučkov che in origine disponeva di 8000 fanti, 1500 cosacchi e 7000 miliziani, ma a causa della difficile situazione del principe Bagration sottoposto ai pesanti attacchi alle "frecce", aveva dovuto distaccare a nord la divisione del generale Konovnicyn.
Quindi il generale Tučkov venne messo in difficoltà dall'attacco dei polacchi del principe Poniatowski; la divisione d'avanguardia del generale P.G. Stroganov venne costretta a ripiegare all'interno del villaggio di Utiža da dove si ritirò ulteriormente, dopo aver incendiato le case, su forti posizioni nell'altura a est, dove erano state schierate le artiglierie. I polacchi attaccarono anche la collina ma i primi assalti furono respinti; i cannoni russi colpirono duramente le truppe allo scoperto e dai boschi sul fianco sinistro del V corpo, reparti di fanteria leggera russa inflissero dure perdite, il principe Poniatowski decise quindi di sospendere gli attacchi alla collina, portare avanti la sua artiglieria e richiedere rinforzi per sferrare un assalto decisivo.
Nelle ore successive affluirono a sostegno dei polacchi reparti tedeschi della Westfalia, appartenenti al VIII corpo del generale Jean-Andoche Junot che impegnarono aspri scontri con i cacciatori russi nella boscaglia a nord della strada vecchia, mentre il principe Poniatowski posizionò le sue batterie che bombardarono la collina. Il generale Kutuzov si era allarmato per l'attacco sul suo fianco sinistro e quindi aveva deciso di inviare di rinforzo al generale Tučkov l'intero 2º corpo d'armata del generale Baggovut che tuttavia doveva percorrere un lungo cammino, essendo schierato sull'altro lato del fronte russo. Alle ore 12, mentre a nord le posizioni delle "frecce" stavano cedendo, il principe Poniatowski attaccò in forze la collina di Utiža ma si trovò di fronte ad una dura resistenza; per molte ore mentre i soldati tedeschi del generale Junot affrontavano il combattimento contro gli abili cacciatori russi del generale Ivan Šuhovskoj nei boschi a nord di Utiža, i polacchi attaccarono senza risultato la collina. I reggimenti russi Belozersk e Wilmanstrand della 17ª divisione appena arrivati, contribuirono a difendere le posizioni sull'altura.
Il principe Poniatowski organizzò un attacco combinato a tenaglia da due direzioni ma, dopo qualche successo, il generale Baggovut contrattaccò con due divisioni e reparti di cosacchi e respinse dal declivio dell'altura i polacchi; durante questa fase il generale Tučkov venne gravemente ferito mentre guidava i granatieri della divisione del generale Stroganov. Nel primo pomeriggio il V corpo era esausto e non aveva ottenuto alcun successo importante. L'azione del V corpo aveva attratto le forze russe lungo la strada vecchia di Smolensk ma non era riuscita ad aggirare il fianco nemico né a costringerlo alla ritirata; gli scontri di Utiža rimasero secondari e di minore importanza rispetto alle azioni decisive in corso più a nord.

### L'attacco alla "Grande ridotta"
Mentre si succedevano i sanguinosi attacchi della fanteria francese contro le "frecce di Bagration", la situazione dei russi stava divenendo critica anche nel settore della "Grande Ridotta", difesa dal corpo d'armata del generale Nikolaj Raevskij; un crollo in questo settore poteva essere decisivo e aprire alle truppe francesi la strada nuova per Smolensk, tagliando la via di comunicazione principale del nemico. Il generale Raevskij, sofferente di una recente ferita da baionetta, era presente all'interno del ridotto, mentre tre battaglioni di cacciatori coprivano le vie di accesso; le difese principali erano costituite dalla 26ª divisione del generale Ivan Paskevič sulla destra, dalla 12ª divisione del generale Vasil'čikov sulla sinistra e da un altro battaglione di cacciatori; la fortificazione era costituita da un fossato e da terrapieni con una palizzata posteriore e disponeva inoltre di dodici cannoni pesanti e sei cannoni leggeri della 26ª brigata d'artiglieria.

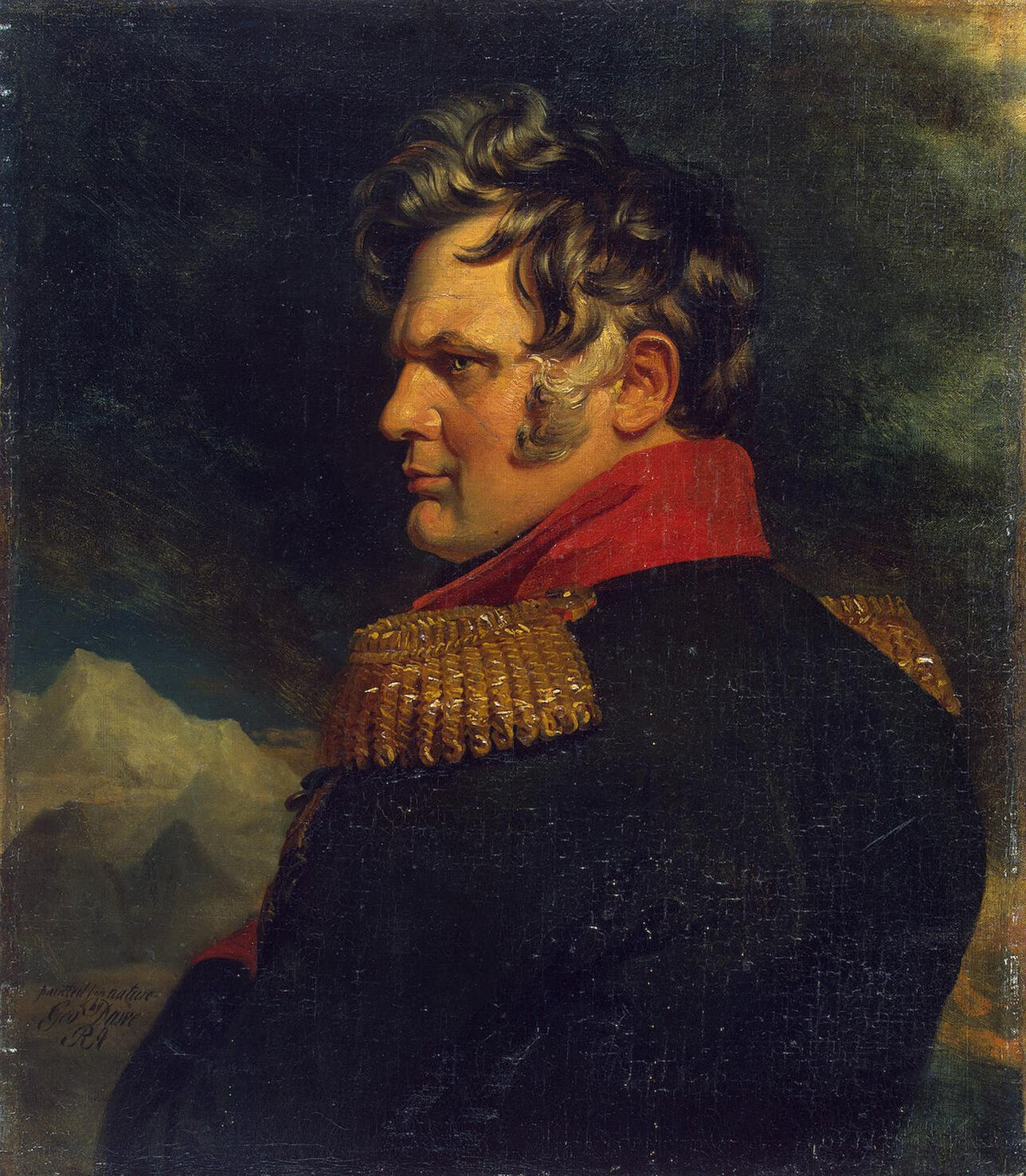
Il generale Aleksej Petrovič Ermolov.

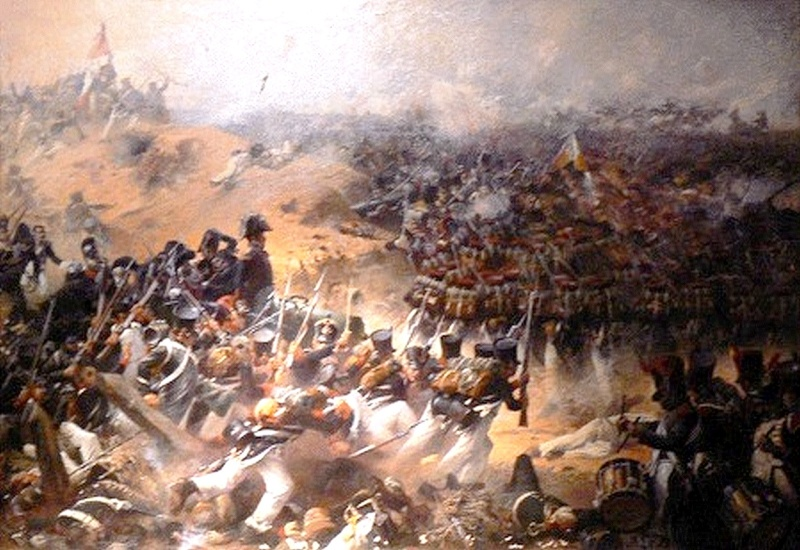
I soldati del 9º reggimento di linea assaltano la Grande Ridotta.

Inizialmente i piani di Napoleone non prevedevano di attaccare in forze con le truppe del principe Eugenio che avrebbero dovuto invece costituire il perno su cui avrebbe dovuto appoggiarsi l'ala destra francese durante l'assalto principale; tuttavia ben presto l'imperatore mutò parere e sollecitò ripetutamente il comandante del IV corpo d'armata di dare inizio all'attacco a sud della Koloča contro la "Grande Ridotta". Il principe Eugenio sottopose la fortificazione ad un pesante fuoco di artiglieria per oltre due ore, mentre le divisioni del generale Morand, del generale Jean-Baptiste Broussier e del generale Gérard effettuavano il passaggio del fiume sui ponti predisposti e si portavano in posizione d'attacco. I russi, nonostante il vantaggio del terreno irregolare e paludoso, erano in difficoltà: le munizioni per i cannoni erano insufficienti ed era presente nel ridotto un denso fumo che ostacolava l'osservazione.

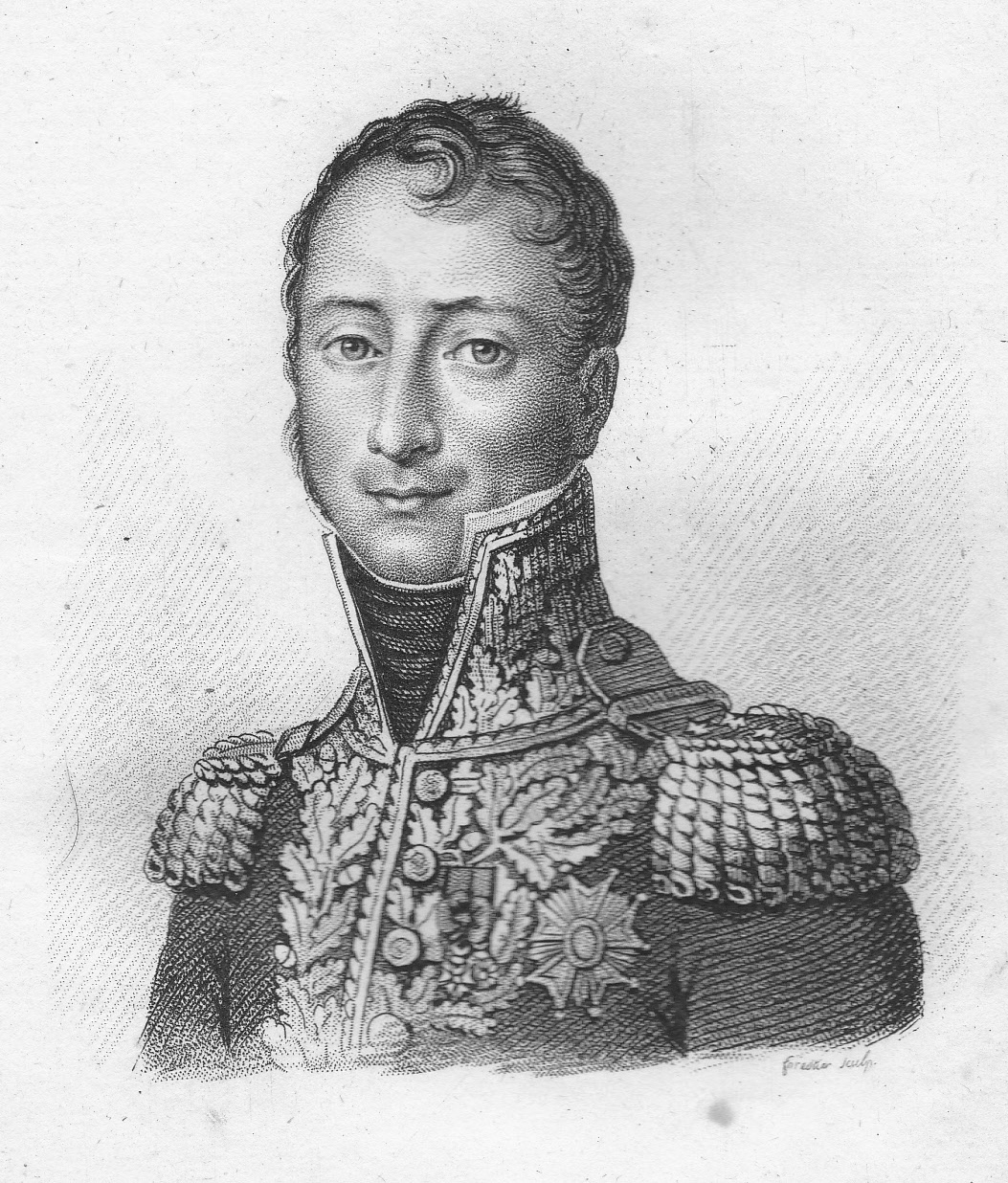
Il generale Auguste Caulaincourt venne ucciso nella Grande Ridotta mentre era alla guida della sua cavalleria.

L'assalto francese, sferrato con grande slancio, fu effettuato, a causa del ritardo delle altre formazioni, dalla sola divisione del generale Morand ma raggiunse un rapido successo: i difensori russi furono colti di sorpresa dall'improvviso assalto dei francesi che erano rimasti nascosti dal fumo, non riuscirono ad organizzare una resistenza efficace e ripiegarono, abbandonando il ridotto; il generale Raevskij riuscì a lasciare in tempo la fortificazione. Alle ore 10 del mattino i soldati francesi del 30º reggimento, guidati dal generale Charles Bonamy, occuparono la fortificazione. Il successo dei francesi fu solo momentaneo, il generale Morand aveva attaccato isolatamente senza coordinarsi con le altre divisioni; la presenza di difficoltà del terreno irregolare rallentarono o bloccarono l'afflusso di nuovi reparti verso la posizione conquistata; i fianchi delle truppe che avevano occupato la ridotta erano scoperti perché sulla destra il generale Friant non aveva ancora attaccato Semenovskoe e sulla sinistra i generali Gérard e Broussier erano in ritardo.
Inoltre i comandanti russi organizzarono subito un contrattacco grazie all'iniziativa e alla risolutezza del generale Raevskij e dei generali Aleksej Ermolov e Aleksandr Kutajsov che, giunti sul posto mentre si stavano recando nel settore delle "frecce" secondo gli ordini del maresciallo Kutuzov, decisero invece di rimanere nel settore in difficoltà e di radunare tutte le forze disponibili per assaltare subito le truppe francesi nel ridotto. Il generale Ermolov, ufficiale energico e combattivo, guidò i soldati del reggimento Ufa, mentre l'aiutante di campo del generale Barclay Vladimir Löwenstern e il generale Paškevic attaccavano a loro volta con altre truppe sul lato sinistro della ridotta. Il 30º reggimento francese, isolato all'interno della fortificazione, era in forte inferiorità numerica ma si batté con grande coraggio affrontando i contrattacchi nemici; dopo violenti scontri a distanza ravvicinata divenne impossibile resistere. Il generale Bonamy ricevette venti ferite e cadde sul campo dove venne catturato dai russi, un terzo del reggimento venne distrutto e i superstiti dovettero ritirarsi e abbandonare la Grande Ridotta. I russi cercarono di sfruttare il momento favorevole e continuarono a contrattaccare con reparti della 12ª, 24ª e 26ª divisione; per alcune ore si prolungarono accesi scontri sul declivio a sud della ridotta, il generale Kutajsov, comandante dell'artiglieria russa, venne ucciso nella ridotta; il principe Eugenio, che aveva avvertito l'imperatore della situazione, fece intervenire altre forze del IV corpo. Il generale Emmanuel de Grouchy guidò una carica del suo corpo di cavalleria contro le retrovie russe dove erano in marcia di trasferimento le truppe della divisione del principe di Württemberg; i russi si schierarono in quadrati e riuscirono a resistere malgrado le forti perdite; i generali Barclay e Raevskij ripararono nei quadrati, mentre il generale Ermolov fu ferito da un colpo di mitraglia. Il principe Eugenio intendeva riorganizzare le sue divisioni e sferrare al più presto un attacco generale alla Grande Ridotta ma nuovi sviluppi a nord della Koloča crearono altri problemi e ritardarono i suoi piani.

La fanteria e i corazzieri francesi conquistano la Grande Ridotta.

Fin dal mattino le pattuglie di cosacchi del generale Matvei Plavov avevano rilevato la debolezza delle linee francesi lungo il corso del fiume Koloča, sul fianco destro dei russi; era quindi possibile superare il fiume e attaccare sul fianco e alle spalle le deboli forze del principe Eugenio rimaste sulla riva settentrionale intorno al villaggio di Borodino. Il generale Platov inviò un corriere al comando del generale Kutuzov per proporre di effettuare un'incursione e il generale Toll autorizzò la manovra. L'incursione venne effettuata più tardi nella giornata, oltre che dai 5500 cosacchi del generale Platov, soprattutto dai due reggimenti di cavalleria del generale Fëdor Uvarov con altri 2500 cavalieri. Dopo aver guadato il fiume alle ore 11 i cavalieri russi, senza il sostegno della fanteria e con solo due batterie di artiglieria ippotrainata, sferrarono una serie di attacchi di limitata efficacia. I cosacchi raggiunsero il traino del IV corpo, disorganizzando in parte le salmerie, mentre i cavalieri del generale Uvarov attaccarono senza molto successo i reparti di rincalzo del principe Eugenio. Alle ore 15 la cavalleria russa, contrastata dalla fanteria e dalla cavalleria francese, ricevette l'ordine di ripiegare e tra le ore 16 e le ore 17, i reparti dei generali Uvarov e Platov ritornarono nelle retrovie senza aver ottenuto alcun risultato. Nonostante i modesti risultati di questa incursione di cavalleria che venne criticata dallo stesso generale Kutuzov, il principe Eugenio in realtà si preoccupò per la minaccia alle sue retrovie; egli sospese l'attacco generale contro la Grande Ridotta e diresse personalmente l'intervento dei reparti del generale Delzons e del generale Ornano che contrattaccarono e respinsero la cavalleria nemica.
A causa di queste momentanee difficoltà nelle sue retrovie, il principe Eugenio non poté passare all'attacco generale della Grande Ridotta prima delle ore 15 e quindi il generale Barclay ebbe tempo per rioganizzare il suo schieramento. La divisione del generale Paškevic, molto provata dalle perdite, venne trasferita nelle retrovie, la 24ª divisione del generale Pëtr Lihačev prese il suo posto nelle fortificazioni mentre sulla sinistra si schierò il 4º corpo del generale Ostermann-Tolstoj, proveniente dall'ala destra russa. Nonostante il pesante fuoco dell'artiglieria francese contro il ridotto, i russi poterono rinforzare le loro difese.

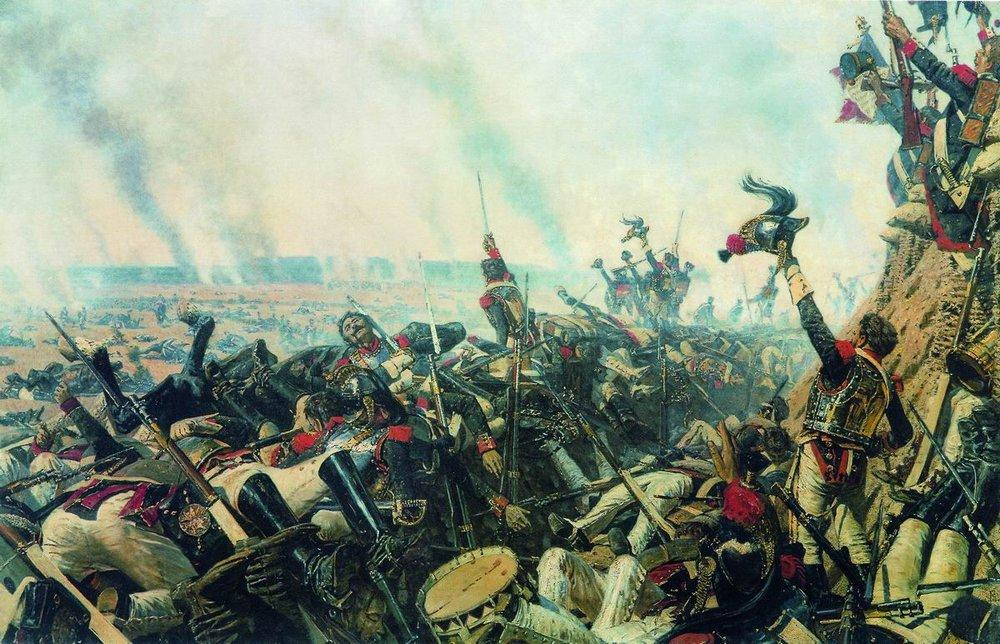
I corazzieri francesi esultano dopo la conquista della Grande Ridotta.

Mentre il principe Eugenio, dopo aver superato la crisi a nord del Koloča, ritornava a sud del fiume e preparava le sue forze per un assalto generale alla ridotta, Murat organizzò un nuovo attacco di cavalleria per contribuire all'offensiva della fanteria. In precedenza le forze di cavalleria del re di Napoli avevano subito un pesante fuoco di artiglieria che aveva provocato dure perdite, tra cui il capace comandante del II corpo di cavalleria, generale Montbrun, mortalmente ferito da una scheggia di granata. Dopo la morte del generale Montbrun, il generale Auguste Caulaincourt, fratello dell'ex ambasciatore e collaboratore di Napoleone Armand Caulaincourt, prese la guida dei reparti a cavallo, egli, dopo aver ricevuto gli ordini e le indicazioni tattiche da Murat, mostrò grande determinazione e promise di raggiungere e conquistare ad ogni costo la fortificazione. Murat aveva previsto che la cavalleria del II corpo, raffrozata da parte del IV corpo del generale Latour-Maubourg, attaccasse sul fianco sinistro russo, quindi, dopo aver penetrato le linee, avrebbe aggirato e preso alle spalle i difensori della Grande Ridotta.
L'attacco venne finalmente sferrato alle ore 15 dalle divisioni del IV corpo del principe Eugenio guidate dal generale Morand, dal generale Broussier e dal generale Gérard; quasi 20000 soldati francesi assaltarono frontalmente la ridotta mentre la cavalleria pesante iniziava la sua manovra sul fianco. Il generale Caulaincourt guidò con grande slancio i suoi cavalleggeri; dopo l'irruzione nelle retrovie russe i reggimenti corazzieri girarono a sinistra e attaccarono alle spalle la grande ridotta; la divisione corazzieri del generale Pierre Watier, guidata personalmente dal generale Caulaincourt, subì forti perdite sotto il fuoco della 7ª e 24ª divisione russa, ma i corazzieri sassoni e polacchi della divisione del generale Jean Thomas Lorge riuscirono a irrompere nella ridotta, mentre il principe Eugenio alla vista dell'arrivo della cavalleria affrettava l'avanzata della fanteria. I soldati del generale Broussier guidarono l'assalto, supportati dalle truppe del generale Morand. I difensori russi si difesero disperatamente, gli artiglieri non abbandonarono i loro cannoni e vennero quasi tutti abbattuti sul posto, violenti scontri all'arma bianca si accesero all'interno della fortificazione dopo l'arrivo dei corazzieri e della fanteria francesi. Alla fine i russi vennero sopraffatti e in maggioranza uccisi; la divisione del generale Lihačev venne distrutta, il comandante ferito e catturato; la Grande Ridotta cadde alle ore 15.30. Nel momento culminante il generale Caulaincourt era stato mortalmente ferito; il fratello, presente accanto all'imperatore, sopportò la luttuosa notizia e rifiutò di ritirarsi dal campo di battaglia come suggeritogli dall'imperatore.

### Fasi finali della battaglia

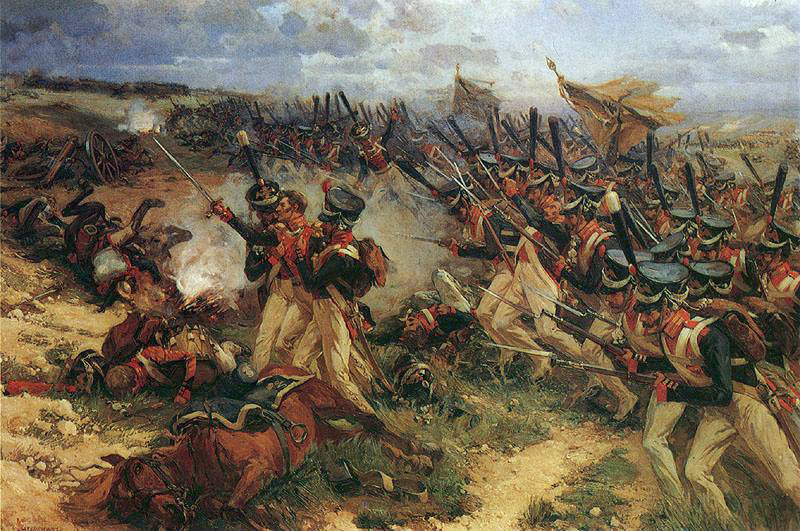
Contrattacco della Guardia imperiale russa a Borodino.

Mentre si combatteva per la Grande Ridotta, il centro dei combattimenti si era spostato nel settore di Semenovskoe dove i russi schierarono oltre ai resti delle forze del generale Bagration, la divisione di fanteria del generale Konoviczyn e soprattutto tre reggimenti della Guardia; "Izmajlovskij", "Lituania" e "Finlandia". Queste truppe scelte erano estremamente esposte al fuoco dell'artiglieria francese e subirono perdite elevatissime, anche il generale Ostermann-Tolstoj e numerosi ufficiali rimasero feriti. Anche Murat e il maresciallo Ney tuttavia erano in difficoltà e inviarono nuove richieste di rinforzi a Napoleone; egli aveva osservato le nuvole della polvere sollevata dalle cariche della cavalleria russa e alcune palle di cannone erano giunte nelle vicinanze del suo posto di comando. L'imperatore tuttavia rifiutò ancora, dopo averlo inizialmente autorizzato, l'impiego della Giovane Guardia; egli invece, irritato dalla tenace resistenza nemica e dall'assenza di segni di cedimento, decise soprattutto di rafforzare ulteriormente lo schieramento d'artiglieria del generale Jean-Barthélemot Sorbier inviando altri cannoni e ordinando di schiacciare con il fuoco i reparti avversari. Napoleone non riteneva ancora giunto il momento decisivo della battaglia ed inoltre era preoccupato per l'esito incerto dei combattimenti del principe Poniatowski e del principe Eugenio sui fianchi dell'armata.
Le batterie d'artiglieria dei marescialli Ney e Davout, posizionate a distanza ravvicinata e su favorevoli posizioni dominanti, colpirono con effetti devastanti le file della Guardia ed i cannoni russi inferiori di numero; alcuni reparti dell'"Izmajlovskij" e del "Lituania", sottoposti al bombardamento allo scoperto, vennero decimati. Un tentativo di contrattacco dei russi venne schiacciato dal fuoco di trenta cannoni concentrati al comando del generale Augustin Daniel Belliard. Tuttavia i soldati russi della Guardia non diedero segno di collasso, subirono le perdite, respinsero gli attacchi della cavalleria francese e alla fine abbandonarono il settore di Semenovskoe e ripiegarono senza disgregarsi di alcune centinaia di metri più indietro.
Nuovi attacchi della cavalleria francese si dimostrarono inefficaci e vennero respinti dai corazzieri e dalla cavalleria del generale Sievers, quindi Murat, il maresciallo Davout e il maresciallo Ney richiesero ancora una volta all'imperatore di far intervenire la Guardia imperiale per sferrare l'attacco finale e mettere in rotta il nemico; dopo alcune incertezze tuttavia Napoleone preferì evitare gravi perdite alle sue truppe migliori e, informato dal maresciallo Jean Baptiste Bessières che la resistenza russa era ancora solida, rifiutò di far intervenire la Guardia, ritenendo indispensabile salvaguardarla in vista delle ulteriori fasi della campagna. Il maresciallo Ney si mostrò molto irritato per il rifiuto di Napoleone, mentre Murat mantenne la calma e parve consapevole delle precarie condizioni fisiche dell'imperatore.

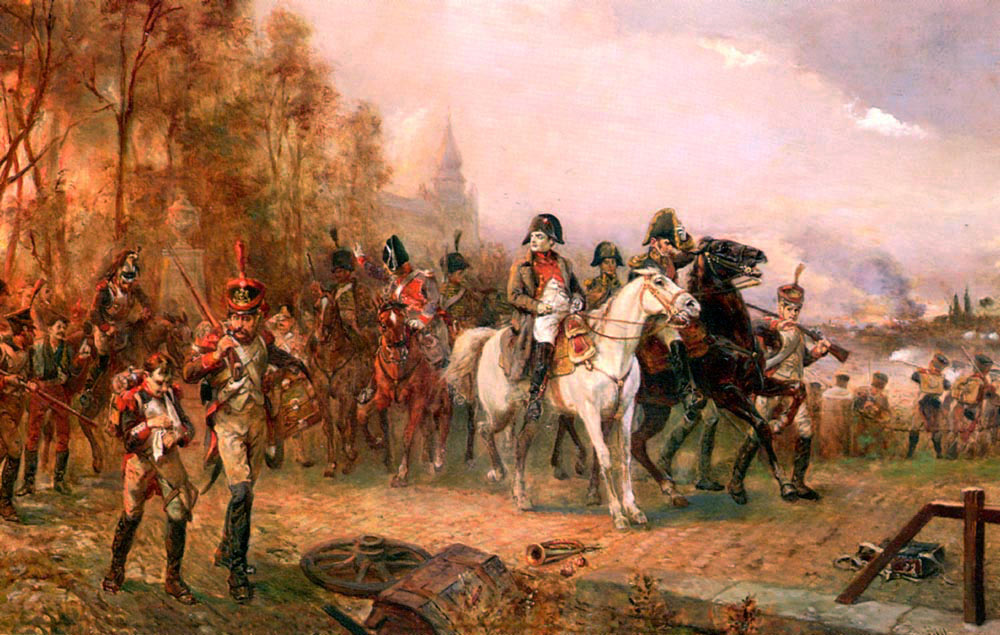
Napoleone alla battaglia di Borodino.

Secondo alcuni storici e memorialisti, un intervento della Guardia imperiale in questa fase avrebbe potuto essere risolutivo e concludere con una vittoria schiacciante francese la battaglia; Napoleone ritenne troppo arrischiato impegnare anche le sue ultime riserve. Inoltre i russi disponevano ancora di sei battaglioni dei reggimenti scelti della Guardia "Preobrazenskij" e "Semenovskij", che erano quasi intatti e secondo altri autori sarebbero verosimilmente stati ancora in grado di organizzare una ritirata ordinata senza crollare.
La battaglia di Borodino ebbe quindi termine lentamente con il trascorrere delle ore; a est di Semenovskoe i russi mantennero le posizioni arretrate e non vennero più attaccati, mentre a oriente della "Grande Ridotta" il generale Barclay organizzò un nuovo schieramento a un chilometro di distanza con fanteria e artiglieria e fece intervenire le sue ultime riserve di cavalleria, tra cui i chevaliers gardes della Guardia a cavallo e il II e III corpo di cavalleria, che riuscirono a respingere l'esausta cavalleria francese protagonista della conquista della ridotta. Anche l'arrivo dei cavalieri del generale Grouchy non ottenne risultati; dopo due ore di scontri tra le opposte cavallerie, i francesi non riuscirono ad infrangere la resistenza e i quadrati della fanteria russa respinsero le cariche. I russi consolidarono quindi le loro posizioni e sottoposero le truppe del principe Eugenio ad un intenso fuoco costringendole a fermarsi e trovare un precario riparo nei resti dei terrapieni. Anche in questa occasione Napoleone rifiutò di impiegare la Guardia come richiesto dal principe Eugenio, e Murat e il maresciallo Berthier convennero, in considerazione anche della tarda ora, con la decisione dell'imperatore.
Le operazioni terminarono con un'ultima azione del V corpo d'armata del principe Poniatowski lungo la strada vecchia di Smolensk per cercare di mettere in rotta il fianco sinistro russo; dopo qualche successo iniziale, i polacchi vennero fermati da un contrattacco sferrato dal generale Baggovut con la 17ª divisione fanteria. Il generale russo decise tuttavia di ripiegare lungo la strada vecchia di Smolensk e intorno alla ore 18, i russi iniziarono una ordinata ritirata fino a posizioni più arretrate per raccordare il loro fronte con lo schieramento principale a est di Semenovskoe; i polacchi del V corpo riuscirono a occupare finalmente l'importante collina a est di Utiža ma i russi non diedero segni di cedimento, sembrarono pronti a continuare la battaglia ed anche contrattaccare.

## Bilancio e conseguenze

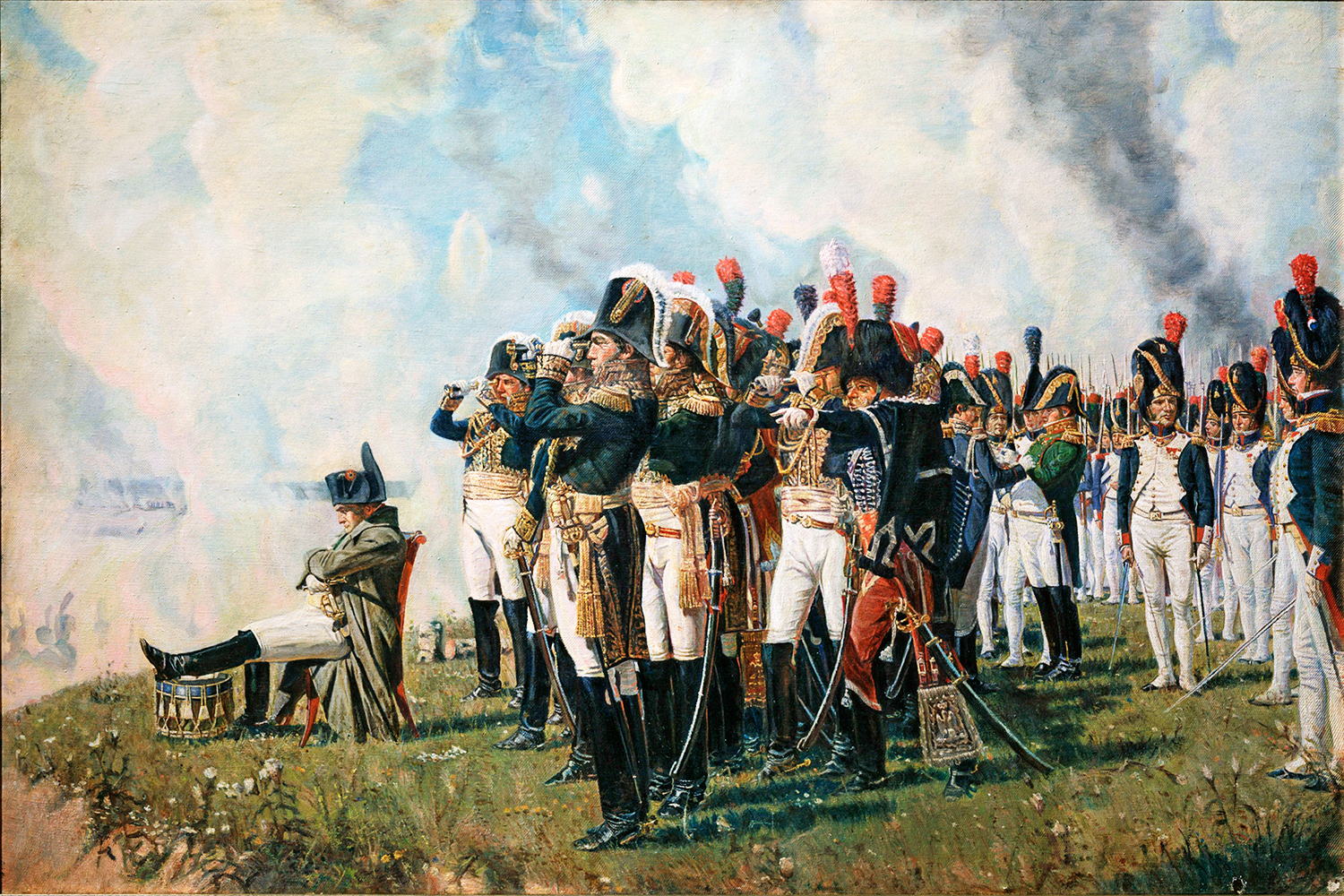
Napoleone e i marescialli dell'impero assistono alla battaglia. Dipinto di Vasilij Vereščagin (1897)

Napoleone aveva raggiunto la vittoria nel "combattimento di giganti" che aveva cercato per oltre due mesi, ma non si era trattato dell'atteso grande successo strategico decisivo, militarmente e politicamente, in grado di frantumare la volontà di resistenza delle truppe russe e la determinazione dello zar. Ad un costo molto elevato in perdite umane ed in consumo di munizioni e materiali, l'imperatore aveva conquistato le posizioni del nemico e si era aperto la strada per Mosca, ma senza disgregare la coesione dell'esercito russo e senza catturare bottino e prigionieri; sul posto vi era presente anche Dominique-Jean Larrey, celebre medico chirurgo dell'armata francese, che nell'arco di una sola giornata amputò più di 200 arti. Napoleone ammise il coraggio del nemico e la sua capacità di subire perdite elevatissime; i soldati russi erano stati falcidiati sul posto, sotto il fuoco francese, ma non si erano arresi. In una lettera alla moglie l'imperatore scrisse di avere "sconfitto i russi", ma anche di "battaglia dura" e di aver "perso molti soldati, uccisi e feriti".

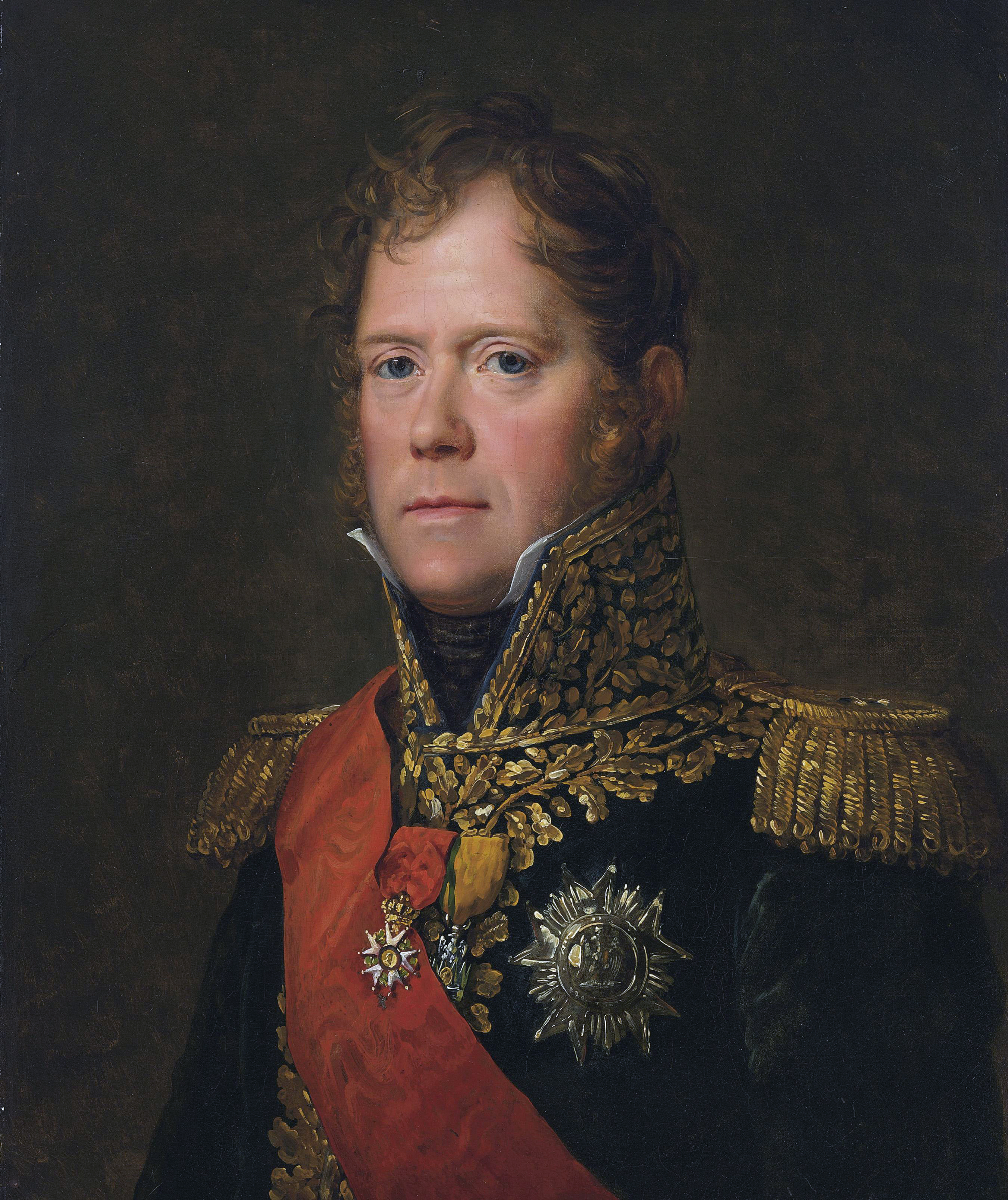
Il maresciallo Michel Ney, ricevette da Napoleone il titolo di "principe della Moscova", per il valore dimostrato durante la battaglia.

Il piano architettato da Napoleone prevedeva di sfruttare soprattutto la debolezza dell'ala meridionale russa e nel complesso era valido; le ragioni addotte dall'imperatore per rifiutare la proposta di manovra aggirante del maresciallo Davout e per evitare un impiego finale della Guardia imperiale erano fondate su concezioni strategico-tattiche corrette, tuttavia di fronte alla tenacia e alla capacita di resistenza fisica e morale delle truppe russe, i progetti di Napoleone non poterono conseguire la vittoria totale né provocare un crollo dell'avversario. La condotta dell'imperatore durante la battaglia invece fu più incerta; egli, in non buone condizioni di salute e non privo di nervosismo, preferì rimanere per gran parte del tempo nel suo quartier generale nelle retrovie, dove non poté dirigere la battaglia in modo tempestivo ed efficace; l'imperatore si limitò a distribuire le sue riserve e a organizzare successivi nuovi attacchi con il concorso di sempre più potenti concentramenti di artiglieria. Egli si recò infine verso la fine della battaglia a Semenovskoe dove osservò le linee russe e ne valutò la ancora valida resistenza.
Al termine della battaglia apparve cupo e prostrato, respinse le audaci proposte di Murat che chiedeva di inseguire il nemico con la cavalleria, sottolineò di nuovo l'importanza di salvaguardare la Guardia e di evitare movimenti intempestivi; le gravi perdite subite che egli controllò direttamente percorrendo nella notte il campo di battaglia lo colpirono e lo rattristarono; il maresciallo Ney giunse al punto di consigliare la ritirata. Tra le truppe l'entusiasmo per la vittoria era modesto; stanchi e sorpresi dalla durezza dei combattimenti, dalle sanguinose perdite e dalla resistenza dei russi, i soldati francesi comprendevano di aver conquistato il campo di battaglia ma di non aver spezzato la capacità combattiva del nemico; erano stati catturati solo ottocento prigionieri e pochi cannoni inservibili.

Le perdite subite dai russi erano state ancor più pesanti; ammontarono verosimilmente a 45-50000 morti e feriti, comprese le perdite del 5 settembre a Ševardino; alcuni reparti vennero totalmente distrutti dagli ostinati attacchi francesi e dal fuoco della loro artiglieria che dimostrò una chiara superiorità; in particolare l'armata del principe Bagration uscì decimata. Il generale Kutuzov non sembrò inizialmente consapevole delle perdite e della precarie condizioni dell'esercito che aveva perso tutte le fortificazioni; egli durante la battaglia era rimasto sempre fermo al suo quartier generale di Gorki, lontano dal centro dell'azione; non aveva dato prova di grande iniziativa e, dimostrando un sereno distacco, aveva delegato il comando ai suoi più giovani luogotenenti. Durante il consiglio di guerra parlò di successo, considerò possibile una ripresa dei combattimenti il giorno successivo e manifestò anche la volontà di attaccare; egli sembrò deciso a non ripiegare verso Mosca. 

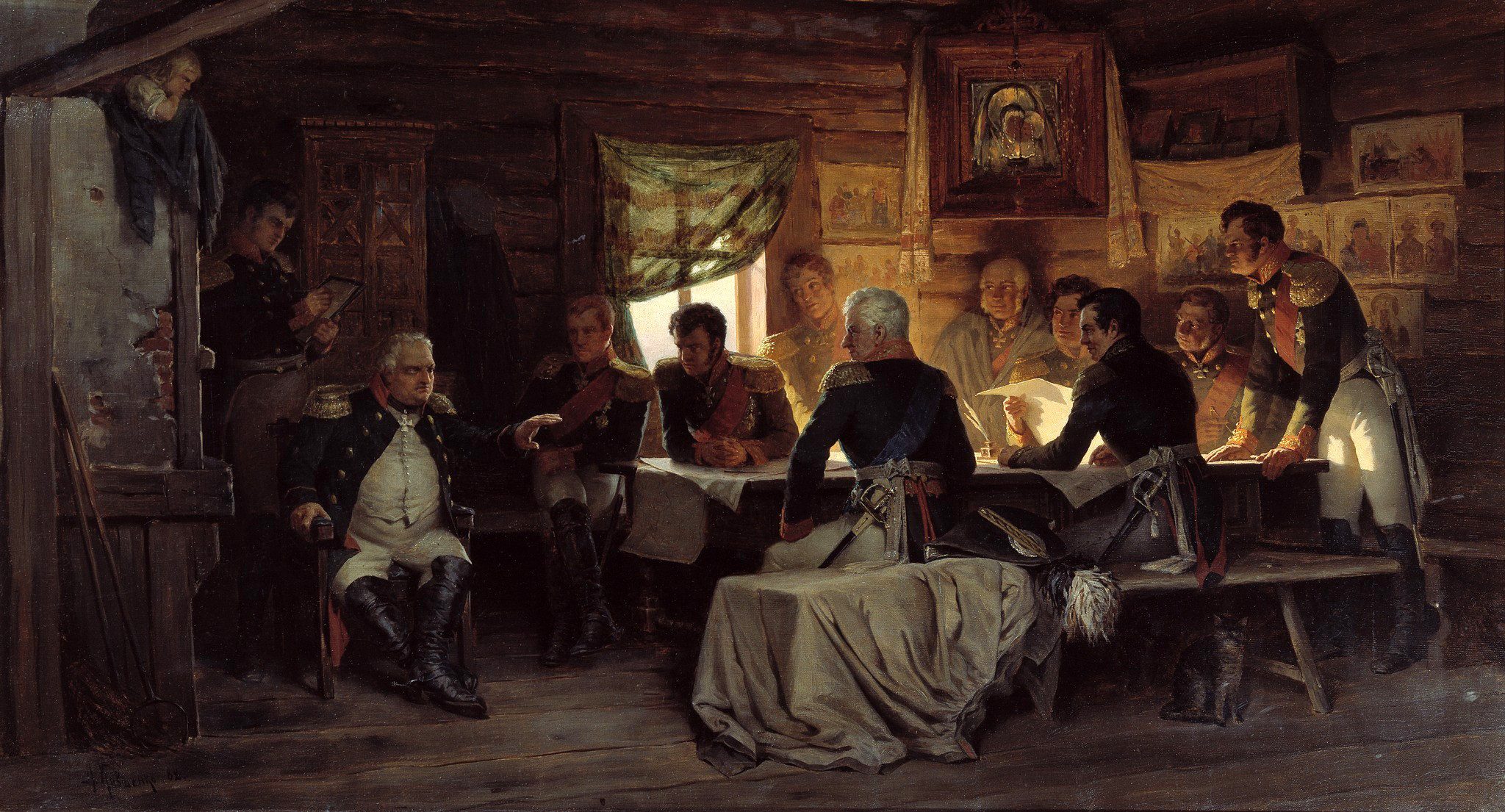
Il consiglio di guerra del 13 settembre durante il quale il generale Michail Kutuzov decise di abbandonare Mosca.

 Tuttavia durante la notte il generale comprese la realtà delle perdite subite: l'armata era esausta, le truppe ancora disponibili non erano sufficienti per un'altra battaglia, le munizioni erano scarse; il generale Barclay escluse la possibilità di resistere ad un altro attacco. Alle ore 3 dell'8 settembre quindi il generale Kutuzov dovette rassegnarsi ad ordinare la ritirata oltre Možajsk lungo la strada di Mosca, manovra che venne effettuata con qualche difficoltà sotto la copertura prima del generale Platov e poi del generale Miloradovič. Entro sei giorni l'esercito russo si sarebbe trovato respinto nei pressi di Mosca e, dopo un nuovo drammatico consiglio di guerra, il maresciallo Kutuzov avrebbe deciso di rinunciare a difendere la città, ripiegando inizialmente verso sud-est.
Napoleone accolse con sollievo la notizia della ritirata dei russi che sembrava confermare la sua vittoria; Murat venne incaricato di guidare l'avanguardia all'inseguimento del nemico e ben presto la vista di Mosca rianimò lo spirito dell'imperatore che apparve meno preoccupato per le perdite subite e per la mancata distruzione dell'esercito russo; il mattino del 15 settembre l'imperatore fece il suo ingresso nella città.
Tuttavia nonostante la vittoria tattica sul campo di battaglia e il successo strategico rappresentato dalla conquista dell'antica capitale russa, la battaglia di Borodino, che nella storiografia francese viene considerata il "successo della Moscova", non fu per Napoleone lo scontro decisivo tanto ricercato e nella storiografia russa e sovietica è stata considerata fin dall'inizio una "grande vittoria strategica russa" e, soprattutto a partire dal giudizio di Tolstoj, una vittoria morale che scosse la sicurezza francese e dimostrò la inesauribile tenacia, il patriottismo e la capacità di resistenza dell'esercito russo. Tolstoj parla di "vittoria che costringe il nemico a riconoscere la superiorità morale dell'avversario". In effetti, a costo di gravi perdite e nonostante gli errori dei comandanti che avevano schierato in modo errato l'esercito, avevano portato troppo avanti le riserve e ritardato lo spostamento dei reparti inutilizzati sull'ala destra, il coraggio e la solidità morale degli ufficiali e dei soldati russi permise di evitare una sconfitta rovinosa e rafforzò lo spirito di resistenza della nazione russa contro l'invasore.

## Memoria della battaglia
La battaglia è ampiamente descritta nel romanzo Guerra e pace di Lev Tolstoj. L'autore si documentò in modo approfondito e la descrizione della battaglia è in generale aderente ai fatti reali. Il principe Andrej Bolkonskij, ufficiale della Guardia imperiale russa, nel romanzo viene mortalmente ferito dal fuoco dell'artiglieria francese durante il bombardamento a cui furono effettivamente sottoposti a lungo allo scoperto quei reparti scelti.Anche il suo amico Pierre Bezuchov partecipa alla battaglia,rendendosi conto di quanto la guerra sia veramente crudele.Peraltro Tolstoj interpreta la battaglia come un evento inesplicabile e che non influì sul corso inevitabile degli eventi, esso avrebbe dimostrato secondo il grande scrittore la superiorità morale dei russi rispetto ai loro avversari.
Nel tempo la battaglia di Borodino è diventata nella tradizione russa e sovietica un simbolo della lotta vittoriosa contro l'invasore napoleonico e della tenacia, del patriottismo e del coraggio incrollabile del popolo russo. Fu composta una celebre "marcia di Borodino" che venne cantata anche dalle truppe sovietiche durante la seconda guerra mondiale, mentre la marina zarista aveva allestito all'inizio del novecento una corazzata Borodino che sarebbe saltata in aria durante la battaglia di Tsushima.